# Авдіївка
Авді́ївка (МФА: [ɐu̯ˈdʲijiu̯kɐ]) — місто в Україні, адміністративний центр Авдіївської міської територіальної громади Покровського району Донецької області. Розташоване за 13 км на північ від Донецька, у верхів'ї річки Скотовата басейну Сіверського Дінця. У місті розташована однойменна залізнична станція.
Із 17 лютого 2024 року окупована військами РФ. Місто було практично зруйноване в ході війни.

## Назва
Ойконім виник за допомогою суфіксу -івк(а) в релятивно-посесивній функції від антропоніма Авдій.
Легенда про засновника міста — швидкого селянина Авдія має історичну основу. Архівні документи свідчать, що в середині XVIII сторіччя там, де зараз розташована східна частина міста виникло перше поселення, жителями якого були селяни Курської, Воронезької і Полтавської губерній. Кількість дворів поселення збільшувалося і незабаром Авдіївка стала селом, датою народження якого вважається 1778 рік.
Таку ж назву носять ще декілька населених пунктів в Оренбурзькій і Тамбовській, Калузькій областях Росії та Чернігівській області України. Авдіївка стала селянським поселенням, жителі якого займалися вирощуванням різних сільськогосподарських культур, здебільшого зернових.

## Історія

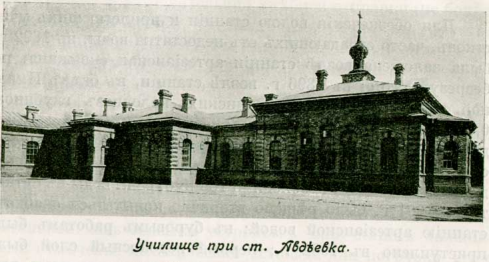
Училище при станції Авдіївка, 1912 рік

На околицях міста виявлена в кургані кам'яна скульптура (баба), що свідчить про перебування в цих місцях кочовиків IX—XIII століть.
Авдіївка — одне з найстаріших поселень Донеччини. Перше поселення на території сучасного міста заснували в середині XVIII століття вихідці з Курської, Воронезької і Полтавської губерній. 1778 року за розпорядженням новоросійського губернатора створене село стало державною власністю, його назвали за ім'ям першого поселенця Авдіївкою.
Корінних мешканців Авдіївки називають гагаями — за легендою поселенцям виділяли земельні наділи, розмір яких визначали довжиною шляху, який селянин пробігав безперервно викрикуючи «а-а-а» на єдиному подиху. Тобто так визначали відповідність фізичного стану можливості обробляти певний розмір ділянки землі. Через схожість цього звуку на виздиханні із «г а-а-а-гай» і закріпилась ця назва.
За даними на 1859 рік у казенному селі Бахмутського повіту Катеринославської губернії мешкало 2299 осіб (1180 чоловічої статі та 1119 — жіночої), налічувалось 450 дворових господарств, існували православна церква й поштова станція.
Станом на 1886 рік у колишньому державному селі, центрі Авдіївської волості мешкало 3087 осіб, налічувалось 555 дворових господарств, існували православна церква й школа, відбувались 2 ярмарки на рік.
У середині 1880-х років через місцевість, на якій тепер розташоване місто, пройшла Катерининська залізниця; тут збудували залізничну станцію.
За переписом 1897 року кількість мешканців зросла до 2153 осіб (1282 чоловічої статі та 871 — жіночої), з яких 2057 — православної віри.
У 1908 році в селі мешкало 5475 осіб (2736 чоловічої статі та 2739 — жіночої), налічувалось 865 дворових господарства.
У квітні 1920 року загін РПАУ напали на залізничну станцію Авдіївка на якій знищили залізничне майно і телефонні апарати. У листопаді 1920 року Н. Махно наказав загону Феодосія Щуся зайняти ст. Авдіївку і селище при ній.
Авдіївка постраждала внаслідок геноциду українського народу, вчиненого урядом СРСР у 1932—1933 роках, кількість встановлених жертв в Авдіївській 1-й і 2-й селищних радах — 485 людей.
У 1938—1962 роках Авдіївка була центром Авдіївського району. Статус міста Авдіївка отримала 1956 року внаслідок злиття двох селищ міського типу — Авдіївки Першої та Авдіївки Другої.
28 листопада 1990 року отримала статус міста обласного підпорядкування.

### Війна на сході України
28 липня 2014 року в ході антитерористичної операції українські збройні сили витіснили підрозділи самопроголошеної ДНР з Авдіївки, котрі контролювали місто від квітня 2014 року.
Увечері 22 вересня 2014-го з посиланням на РНБО України почала з'являтися інформація про те, що сепаратисти розпочали штурм Авдіївки з боку Ясинуватої і що є поранені серед мирних жителів та українських військових. 28 вересня близько 10:50 бойовики почали артобстріл міста Авдіївка — повідомив спікер Інформцентру Ради нацбезпеки і оборони України Андрій Лисенко.
18 жовтня, за інформацією речника АТО, бойовики обстріляли із мінометів 2 блокпости українських військових поблизу Авдіївки, також руйнувань зазнали житлові райони міста — обстріл вівся зі сторони мікрорайону Донецька «Спартак». Внаслідок обстрілу із мінометів бойовиками вночі з 9 на 10 листопада загинуло четверо людей, ще семеро поранених. Через артилерійський обстріл терористами до лікарні 19 листопада госпіталізовано 58-річну жінку — зазнала осколкових поранень по місцю проживання. 23 листопада через обстріли бойовиками з Ясинуватої Авдіївки загинуло — за попередніми даними — п'ятеро цивільних. Станом на ранок 24 листопада після значних втрат головна частина сил російсько-терористичних військ відходить від лінії зіткнення з українськими силами.
Через постійні обстріли станом на середину листопада 2014 року в Авдіївці було відсутнє автобусне та залізничне сполучення, централізоване водо- та теплопостачання, не працювали низка адміністративних установ, школи, банківські установи, крім відділень «Ощадбанку».
30 листопада поблизу Авдіївки та Опитного українські артилеристи завдали превентивні удари по рубежах зосередження російсько-терористичних військ — перед проведенням ними атаки; тіла та поранених терористів евакуювали в центр Донецька.
8 грудня внаслідок терористичного обстрілу міста постраждало семеро осіб, п'ятеро з яких — діти; руйнувань зазнало 8 житлових багатоповерхових будинків.

Станом на ранок 9 грудня терористично-російське угруповання поблизу Авдіївки зазнало втрат у живій силі та бронетехніці. Переважно втрати були після вогневих ударів української артилерії по вихідних рубежах бойовиків. За 7—8 грудня підбито і знищено до 5 танків терористів, бандугрупування змогли частково організувати евакуацію підбитої техніки — до 3-х танків. 9 грудня в місті через чергові обстріли бойовиків, що тривали під час «чергового дня тиші», вбито двох дітей, 13 людей госпіталізовано.

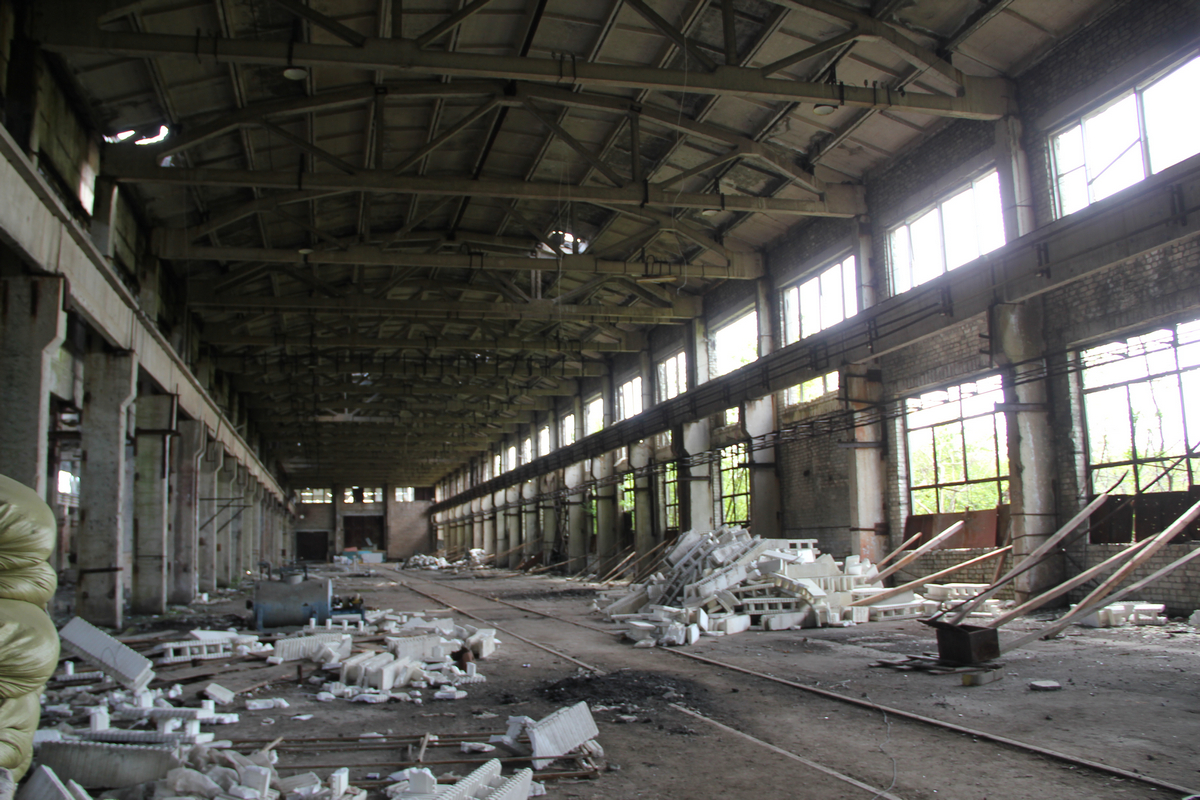
Авдіївська промислова зона під час бойових дій

20 січня 2015 року відбувся черговий обстріл терористами Авдіївки, у лікарню з пораненнями доставлено жінку. 21 січня терористи «ДНР» ведуть безперервний обстріл, Авдіївка залишилася без опалення, світла та води. 22 січня терористично-російські формування о 6-й ранку продовжили масований обстріл Авдіївки — з установок системи залпового вогню «Град» прицільним вогнем знищують житлові будинки. Станом на ранок 26 січня в боях між Авдіївкою та Опитним українськими військами у терористів захоплений танк Т-64БВ та БМП-2. Артилерійських ударів завдано по бронегрупі терористів, що складалася з 3 танків, 6 бойових броньованих машин та 5 вантажівок, — знищені танк і «Урал», вцілілі терористи відступили в напрямку Горлівки. Того дня від обстрілу терористами в місті загинули чотири людини, десятеро зазнали поранень, серед них діти. 7 лютого в результаті обстрілу терористами міста загинули дві жінки, одна отримала уламкове поранення. 11 лютого в місті загинуло 3 людей через обстріли терористів. 3 лютого під час мінометного обстрілу терористами взводного опорного пункту під Авдіївкою загинув солдат 93-ї бригади Сергій Токмаков. 13 лютого внаслідок артилерійського обстрілу були поранені 2 жінки та 1 чоловік.
21 лютого 2015-го через артилерійський обстріл загинули два чоловіки; численні осколкові поранення на своїй дачній ділянці отримала місцева мешканка, натрапивши на невідомий предмет, який вибухнув. Того ж дня бойовики продовжують обстрілювати Авдіївку, через пряме попадання снаряда в кафе «Бревно» (Індустріальний проїзд) загинули троє чоловіків.
У ніч з 3 на 4 березня 2015-го бойовики з мінометів обстріляли Авдіївку, у своїй квартирі загинула жінка.
3 квітня внаслідок підриву на міні загинули військовики 81-ї бригади солдати Андрій Карпюк, Дмитро Степанов та капітан Юрій Чучалін. Пізніше від отриманих внаслідок підриву поранень помер солдат Дмитро Свідерський.
5 травня 2015-го під Авдіївкою на фугасі підірвалися українські військовики з 95-ї бригади, четверо загинули — сержант Василь Миханюк, солдати Олександр Щуров, Микола Мартинюк та Ярослав Мялкін.
23 травня 2015 Авдіївський коксохімічний завод знову потрапив під обстріл бойовиків, підприємство зупинило виробництво. «АКХЗ знову обстрілюють. Понад 40 влучень за останні півгодини… Завод став. Хтось може припинити цей кошмар?» — написав Магомедов. 24 травня внаслідок обстрілу терористами Авдіївки одна людина загинула, двоє важко поранені.
11 червня Авдіївку обстріляли терористи, поранено двох чоловіків. 12 червня у Дніпропетровську, не приходячи до тями, помер поранений в Авдіївці боєць 6-ї роти 95-ї об'єднаної аеромобільної бригади Сергій Швець. 18 липня о 4-й ранку терористи вчергове обстрілюють Авдіївку, загинула пенсіонерка та її онук. 7 серпня уночі терористи обстрілюють Авдіївку, важкопоранений 75-річний пенсіонер.
14 листопада терористи обстріляли з мінометів український саперний пункт в Авдіївці, загинув військовик, восьмеро зазнали поранень.
13 лютого 2020 СБУ встановила обставини теракту. За даними слідства, в обстрілі житлових кварталів з Градів брав участь Михайло Толстих.
17 лютого 2016 місто зазнало чергових «влучень» (селище «Хімік», близько 18 години):
- 9-й квартал, 1 — п'ятиповерхівка, 1-й під'їзд, 4-й поверх.
- вулиця Гагаріна:
  - буд. 1 — 1-й під'їзд, 4-й поверх.
  - буд. 12 (колишній гуртожиток) — 1-й поверх північного корпусу.

Від поранень загинув чоловік 1973 р.н.

18 лютого за лічені хвилини до восьмої вечора внаслідок чергових артилерійських пострілів Авдіївка вкотре знову опиняється без електрики. 20 лютого об 11:45 електропостачання відновлене.

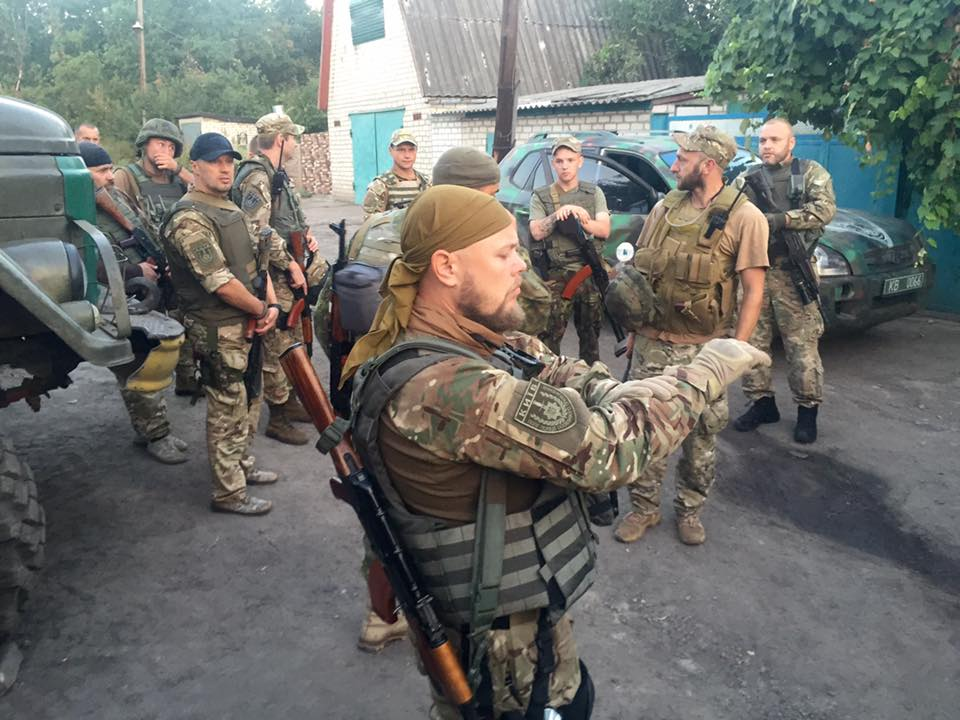
Воїни полку поліції «Київ» в Авдіївці (2016 рік)

Починаючи з 7 березня 2016 року, Авдіївська промзона опинилася під постійними обстрілами бойовиків.
У ніч проти 23 березня російсько-терористичні війська намагалися штурмувати промислову зону, весь день точаться бої, але сили АТО відбили усі атаки, серед окупантів великі втрати.
На кінець 2016 року ця точка, найближча до Донецька (10 км), є контрольованою українською владою.
Вранці 29 січня бойовики розпочали штурмові дії в районі авдіївської промзони з метою захоплення позицій ЗСУ, із втратами з обох сторін. Після масового обстрілу пошкоджено ЛЕП на Авдіївку місто залишилося без води, електрики і теплопостачання. Знеструмлено фільтрувальну станцію, коксохімічний завод. Через обстріли російських бойовиків місто залишилося без енергопостачання, електроенергії і тепла. Головна причина загострення ситуації — намагання кожної зі сторін взяти під вогневий контроль додаткову частину дороги Донецьк — Горлівка неподалік Ясинуватської розв'язки.31 січня, у ході важких боїв, українські війська перейшли у контрнаступ, та захопили чимало нових позицій у бойовиків. Сили АТО контролюють відрізок дороги на Горлівку, і стоять за 500 метрів від селища Спартак.
Місто зазнало значних руйнувань. Евакуюють дітей. В місті оголошено надзвичайний стан, для можливої екстреної евакуації населення підготовлено близько сотні автобусів. У період з 29 січня по 3 лютого загалом бойовики здійснили близько 40 довготривалих обстрілів українських позицій та випустили близько 6000 снарядів. 2 лютого близько десятої вечора снаряди падають на селище «Хімік»:
- подвір'я ЗОШ № 2 — пункту видачі гуманітарної допомоги;
- пряме влучення в квартиру будинку вул. Молодіжна, 13 — 5 поверх, перший під'їзд;
- міські погреби — це за 200 м від тимчасового гуманітарного штабу, що розгорнутий на міському стадіоні «Хімік». Люди, які розташувались у наметах штабу щоб зайняти чергу за гуманітарною допомогою, отримають поранення. Намети штабу і транспорт біля стадіону отримують ушкодження.

Незважаючи на гарантії російської сторони, 4 лютого бойовики обстріляли електриків, які проводили ремонтні роботи на ЛЕП біля Авдіївки, що залишило місто без електропостачання. Станом на ранок 5 лютого з міста евакуйовано 290 осіб, у тому числі 42 особи похилого віку та 135 дитини. 5 лютого о 17.15 електропостачання міста частково відновлено.

### Російське вторгнення в Україну 2022 року
Після початку російського вторгнення в Україну. Авдіївка завжди перебувала під вогнем, через свою максимальну близькість з окупованим Донецьком. Перші бої почалися 24 лютого, але ЗСУ завжди вдавалось відбивати атаки ворога. Наприкінці 2023, початку 2024, бої в районі міста активізувалися. Активну участь в обороні брала 110-та ОМБР; пізніше була переведена 3-тя окрема штурмова бригада. Через переважаючу кількість противника і загрозу оточення, ЗСУ вийшли з міста 17 лютого 2024 року. Відтоді Авдіївка практично вся перебуває в окупації військами РФ. Внаслідок бойових дій з російськими військами місто було майже повністю зруйноване: згідно з заявою голови терористичного формування "ДНР" Дениса Пушиліна, 19 багатоквартирних будинків у Авдіївці більш-менш вціліли, всього ж у місті було 147 житлових будинків багатоквартирного фонду.

## Географія

### Мікрорайони і частини міста

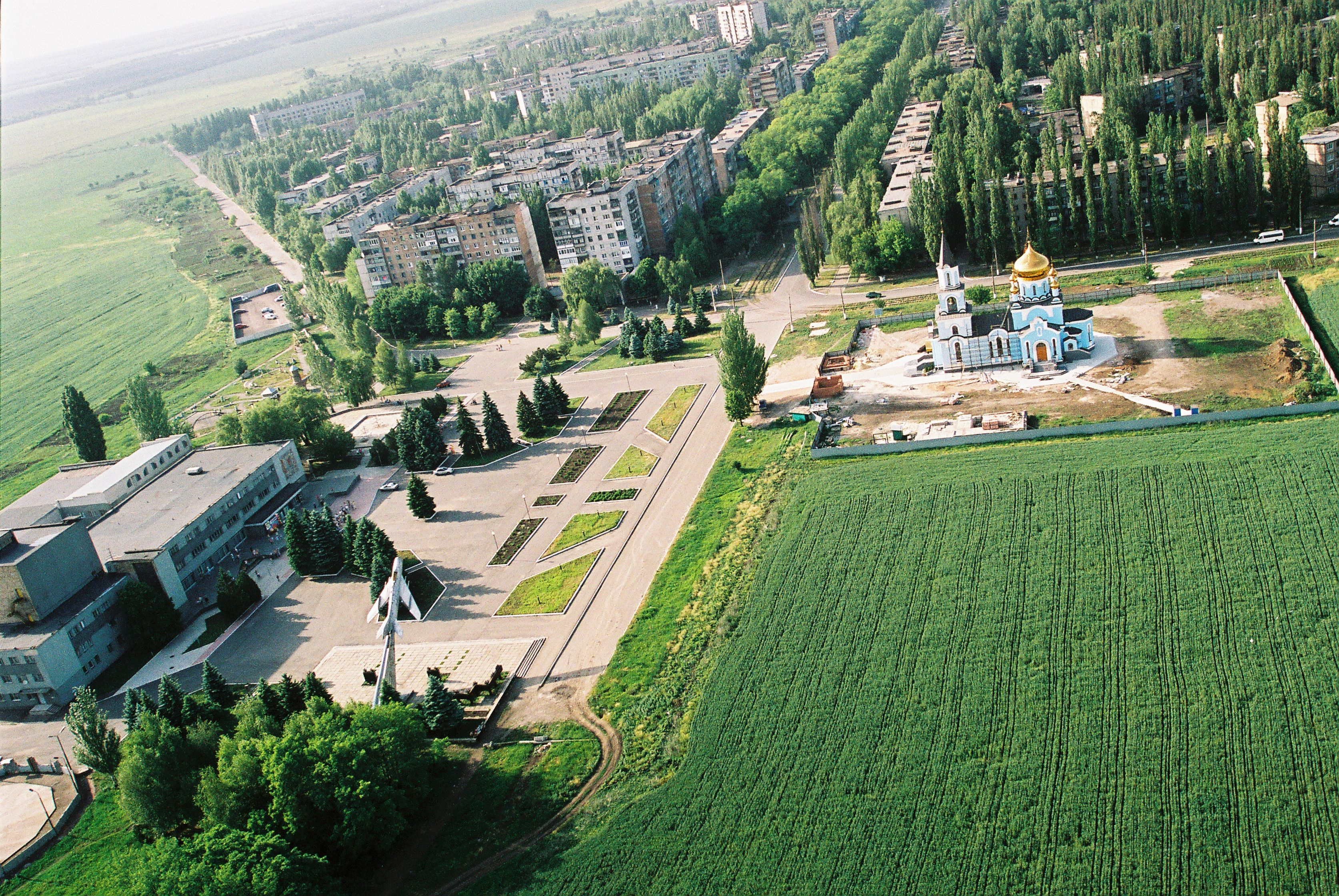
Вид на палац культури АКХЗ та мікрорайон Хімік, 2007 рік

Авдіївка має таке історичне районування:
- Стара частина міста (колишня назва Авдіївка I, приватна забудова), розташована на схід від залізниці, мікрорайони:
  - Центральний;
  - Східний;
  - Залізничний;
- Селище «Хімік» (колишня назва Авдіївка II) — багатоповерхова забудова:
  - 9 квартал;
  - Квартал «Ювілейний»;
  - Квартал «Будівельників».

### Вулиці
У місті за даними проєкту OpenStreetMap 87 вулиць.
Згідно з законом про декомунізацію 8 жовтня 2015 року Авдіївська міська рада перейменувала 21 об'єкт топоніміки Авдіївки.
На виконання Закону України «Про засудження комуністичного та націонал-соціалістичного (нацистського) тоталітарних режимів в Україні та заборону пропаганди їхньої символіки» від 09.04.2015 року № 317-VIII, у відповідності із Законом України «Про присвоєння юридичним особам та об'єктам права власності імен (псевдонімів) фізичних осіб, ювілейних та святкових дат, назв і дат історичних подій» (із змінами і доповненнями) від 24.05.2012 № 4865-VI, з урахуванням рекомендацій громадських обговорень та пропозицій депутатів міської ради, рішенням Авдіївської міської ради від 08.10.2015 № 6/64-1835 прийнято такі нові найменування вулиць м. Авдіївка:
| № з/п | Назва об'єкту топономіки | Старе найменування | Нове найменування |
| 1     | вулиця                   | Калініна           | Коксохіміків      |
| 2     | вулиця                   | Кірова             | Колосова          |
| 3     | вулиця                   | Красноармійська    | Металургів        |
| 4     | вулиця                   | Крупської          | Княгині Ольги     |
| 5     | вулиця                   | Куйбишева          | Джерельна         |
| 6     | вулиця                   | Леніна             | Соборна           |
| 7     | вулиця                   | Орджонікідзе       | Абрикосова        |
| 8     | вулиця                   | Петровського       | Довіри            |
| 9     | вулиця                   | Свердлова          | Котляревського    |
| 10    | вулиця                   | Пархоменка         | Лесі Українки     |
| 11    | вулиця                   | Піонерська         | Сапронова         |
| 12    | вулиця                   | Советська          | Незалежності      |
| 13    | вулиця                   | Фурманова          | Паркова           |
| 14    | вулиця                   | Чапаєва            | Грушевського      |
| 15    | вулиця                   | Щорса              | Каштанова         |
| 16    | вулиця                   | Октябрська         | Чепижного         |
| 17    | провулок                 | Дзержинського      | Благодатний       |
| 18    | провулок                 | Фрунзе             | 50-річчя АКХЗ     |
| 19    | провулок                 | Комсомольський     | Кар'єрний         |
| 20    | провулок                 | Чапаєва            | Козачий           |
| 21    | провулок                 | Щорса              | Солов'яненка      |
| 22    | проспект                 | Карла Маркса       | Центральний       |

### Клімат
У місті вологий континентальний клімат, з м'якою зимою та теплим літом. Середньорічна температура становить +8.1 °C.
Найпрохолодніший місяць січень, зі середньою температурою -5,9 °С, найтепліший місць липень, з середньою температурою +21.4 °C.
Опадів найбільше випадає у червні, у середньому 62 мм, найменше у жовтні — 29 мм опадів. У рік випадає близько 522 мм опадів.
| Кліматограма Авдіївки                                                                          | Кліматограма Авдіївки | Кліматограма Авдіївки | Кліматограма Авдіївки | Кліматограма Авдіївки | Кліматограма Авдіївки | Кліматограма Авдіївки | Кліматограма Авдіївки | Кліматограма Авдіївки | Кліматограма Авдіївки | Кліматограма Авдіївки | Кліматограма Авдіївки |
| ---------------------------------------------------------------------------------------------- | --------------------- | --------------------- | --------------------- | --------------------- | --------------------- | --------------------- | --------------------- | --------------------- | --------------------- | --------------------- | --------------------- |
| С                                                                                              | Л                     | Б                     | К                     | Т                     | Ч                     | Л                     | С                     | В                     | Ж                     | Л                     | Г                     |
| 45 −3 −9                                                                                       | 35 −2 −8              | 33 3 −4               | 41 14 4               | 49 21 11              | 62 25 14              | 52 27 16              | 42 26 16              | 39 20 10              | 29 12 4               | 43 5 −1               | 52 0 −5               |
| Середня макс. і мін. температури повітря (°C) Атмосферні опади (мм), за рік : 522 мм. Джерело: |                       |                       |                       |                       |                       |                       |                       |                       |                       |                       |                       |

## Населення
Чисельність наявного населення Авдіївки станом на 1 січня 2019 року становить — 32 843 особи.
Динаміка населення Авдіївки
Згідно з даними останнього Всеукраїнського перепису населення (2001) етнічний склад населення Авдіївки був таким:.

### Національний склад
Національний склад населення за даними перепису 2001 року:
| Національність  | Відсоток |
| --------------- | -------- |
| українці        | 63,47 %  |
| росіяни         | 33,71 %  |
| білоруси        | 0,92 %   |
| греки           | 0,55 %   |
| татари          | 0,23 %   |
| вірмени         | 0,22 %   |
| молдовани       | 0,10 %   |
| інші/не вказали | 0,80 %   |

### Мовний склад
Рідна мова населення за даними перепису 2001 року:
| Мова            | Чисельність, осіб | Відсоток |
| --------------- | ----------------- | -------- |
| Російська       | 32 458            | 87,17 %  |
| Українська      | 4 658             | 12,51 %  |
| Білоруська      | 34                | 0,09 %   |
| Вірменська      | 28                | 0,07 %   |
| Грецька         | 15                | 0,04 %   |
| Інші/Не вказали | 44                | 0,12 %   |
| Разом           | 37 237            | 100 %    |

Народжуваність — 7,1 на 1000 осіб, смертність — 16,0, природні втрати — −8,9, сальдо міграції є негативним (-0,1 на 1000 осіб).
За даними перепису 2001 року населення міста становило 37 237 осіб, із них 12,51 % зазначили рідною мову українську, 87,17 % — російську, 0,09 % — білоруську, 0,08 % — вірменську, 0,04 % — грецьку, 0,01 % — болгарську, німецьку та молдовську, а також гагаузьку мови.
Під час російського вторгнення, з причини активних бойових дій у місті й на околицях, від осені 2014 до літа 2015 кількість мешканців, що не переселилися, а постійно проживали в місті, скорочувалася більш ніж вдвічі.

## Фінансові показники та економіка
Прибуток бюджету міста в 2004 році становив 14 498,6 тисячі гривень, з них перераховано до державного бюджету України 4450,8 тис. гривень.
Експорт товарів в 2003 році — 125,0 млн доларів США. Прямі іноземні інвестиції на 2003 рік — 126,6 млн доларів США. Обсяг вироблених послуг в 2003 році — 10,2 млн гривень. Коефіцієнт безробіття — 3,3 %. Середньомісячна зарплата у 2003 році — 641 гривня.

### Промисловість

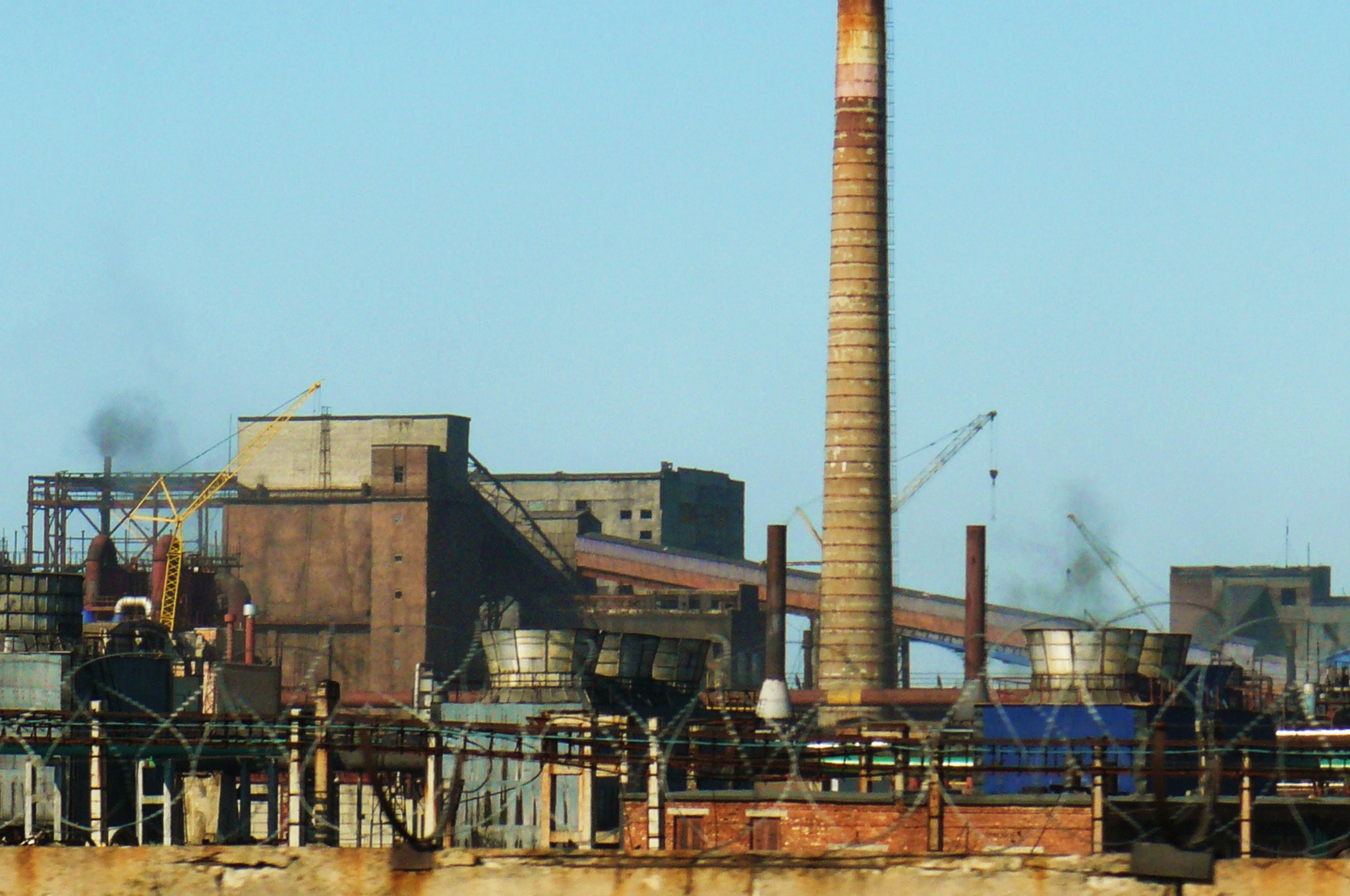
Авдіївський коксохімічний завод

Головне промислове підприємство міста — коксохімічний завод (ВАТ «Авдіївський коксохімічний завод») є найбільшим в Європі виробником коксу — 4627 тис. тонн (6 % вологість), сірчаної кислоти — 40,7 тис. тонн, мінеральних добрив — 17 тис. тонн.

### Діючі підприємства
- залізобетонних виробів і буддеталей;
- ЗАТ «Авдіївський завод металоконструкцій (АЗМК)»;
- електромеханічний комбінат;
- РТС;
- кар'єр з видобутку кварцового піску;
- підприємства з обслуговування залізничного транспорту — Авдіївський експериментальний завод нестандартизованого обладнання (АЕЗНО);
- підприємство з вирощування грибів «Міко-фуд»;
- харчовий комбінат;
- кондитерський та ковбасний цехи;
- Фабрика з виготовлення вологих серветок «Деліта».

### Ліквідовані
- Авдіївський керамічний завод 1946—1963.[56]

У Авдіївці розвинуте також виробництво будматеріалів (завод залізобетонних конструкцій, завод «Буддеталь», Авдіївський експериментальний завод нестандартного обладнання, завод металоконструкцій, керамічний завод, кар'єроуправління, фабрика швейних і галантерейних виробів. Будівельно-монтажне управління «Донкоксохімстрой». Понад 70 % працюючих задіяні в промисловому секторі міста.
Обсяг промислового виробництва — 1468 млн гривень (на одного жителя — 40 108 грн.). Індекс промислової продукції — 69,9 % в 2003 році до 1990 року. Викиди шкідливих речовин в 2003 році в атмосферне повітря від джерел забруднення міста — 32,9 тис. тонн.

### Транспорт
Автомобільні шляхи
Через Авдіївку проходять такі автомобільні шляхи:
- автошлях територіального значення Т 0505 (Авдіївка — Донецьк)
- автошлях обласного значення О0542 (Ясинувата — Желанне)

Важливим елементом транспортної інфраструктури міста є залізничний переїзд, що сполучає селище Хімік із східною частиною міста.
Також південніше Авдіївки, за декілька кілометрів, проходить Донецька об'їзна дорога, автошлях міжнародного значення М04.
Трамвайний
Трамвайний рух у місті Авдіївка розпочався у 1965 році.
У місті діяла трамвайна лінія, яка сполучала, власне, центр Авдіївки з Авдіївським коксохімічним заводом. На початку 2000-х років діяло два трамвайних маршрути. Під час бойових дій (2014—2015 рр.) трамвайна мережа постраждала під час артобстрілів, контактна мережа демонтована.
У жовтні 2016 року рух трамваїв було відновлено, трамваї курсували від трампарку до коксохімзаводу. З січня 2017 року трамвайний рух припинено.
Залізничний
Залізниця в Авдіївці має давню історію.
Залізнична інфраструктура Авдіївки є складовою частиною Ясинуватської дирекції залізничних перевезень Донецької залізниці. У місті розташовані такі зупинні пункти:

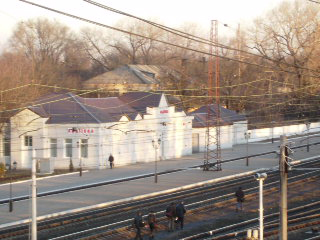
Станція «Авдіївка»

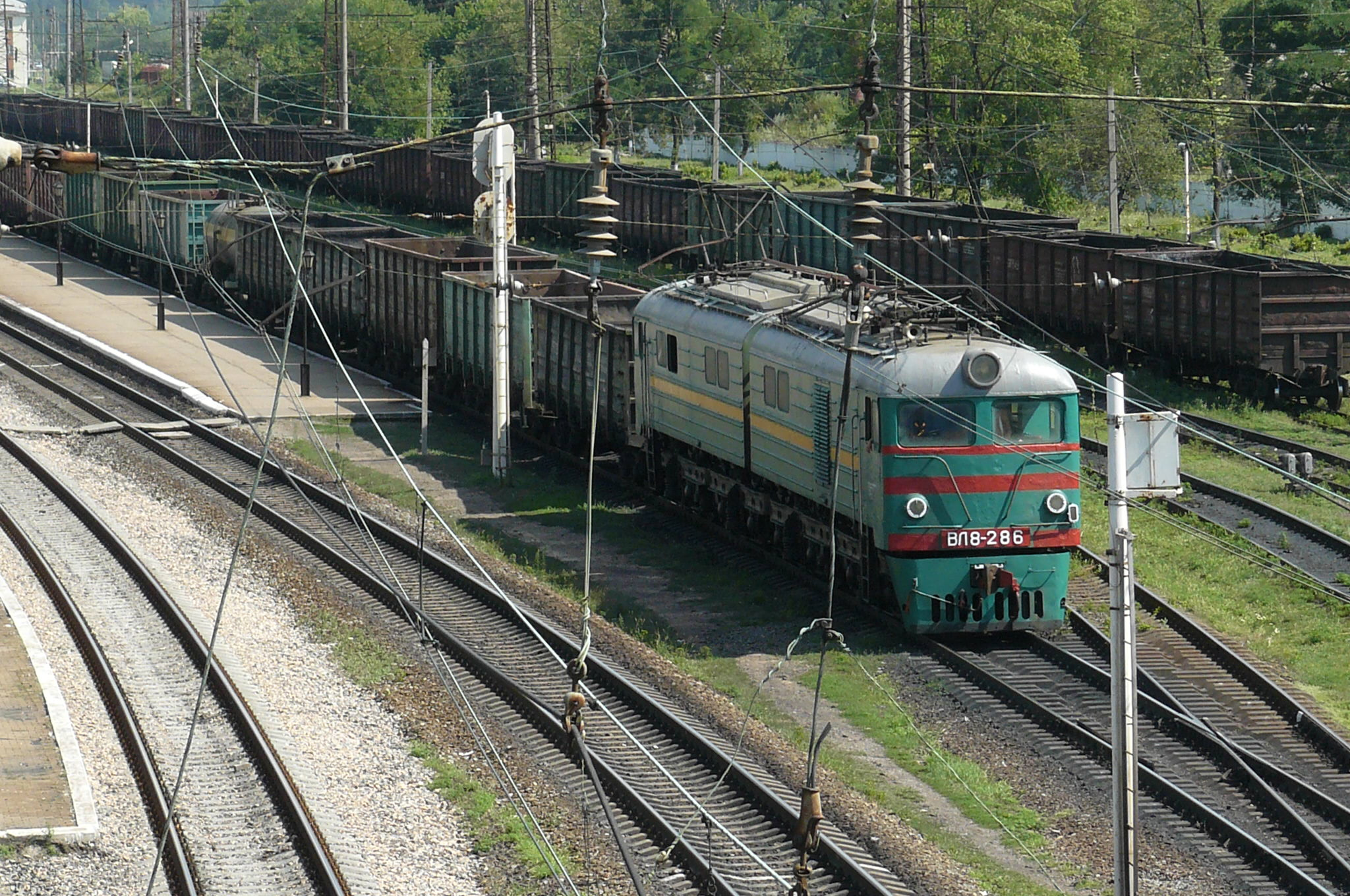
Потяг біля станції Авдіївка, 2012 рік

- Станція «Авдіївка» ;

- з. п. 446 км;
- з. п. 447 км;
- з. п. Хімік.

Станом на грудень 2016 р. курсує 4 пари приміських електропоїздів «Чаплине—Авдіївка» через Очеретине.

## Соціальна сфера: медицина та освіта
Медичні заклади Авдіївки:
- Авдіївська Центральна Міська Лікарня(АЦМЛ) (вул. Комунальна);
- Лінійна поліклініка станції Авдіївка (вул. Чистякова);
- Протитуберкульозний диспансер (пров. Лікарський).

Освітня сфера міста, що існувала до російського вторгнення в Україну:
- 7 загальноосвітніх шкіл;
- вечірня школа;
- ПТУ № 43 (залізничне)(вул. Поштова);
- дитячі садки;
- дитячий будинок «Казка».

## Культура, дозвілля, рекреація
Одним з головних культурних осередків Авдіївки є Палац культури ПАТ «АКХЗ» — палац культури, техніки та спорту коксохімічного заводу. У різних його секціях та гуртках займаються близько 3 тисяч чоловік. Тут проводяться як місцеві свята, так і акції обласного та міжнародного рівня.
Інші заклади культури міста:
- Кінотеатр «Рубін» (вул. К. Маркса);
- Клуб «Ровесник» (вул. Гагаріна).

Традиційним місцем прогулянок містян є розташовані в середмісті центральна міська площа та бульвар Шевченка. У місті діє храм Св. Марії Магдалини.
Міські зони організованого спорту і дозвілля:
- Стадіон «Хімік»;
- «Голубі озера» (кар'єр з видобутку кварцового піску);
- сосновий бір і дубовий ліс на околиці міста.

У місті є пластовий осередок.

## Місцевості
Жилі масиви
- Стара частина міста,
- Район залізничного транспорту,
- Район Авдіївського кар'єру,
- Авдіївська промзона,
- Мікрорайон «Хімік»,
- Квартал № 9,
- Квартал «Ювілейний»,
- Квартал «Будівників».

Головні вулиці
- Бульвар імені Тараса Шевченка,
- Проспект Індустріальний,
- Вулиця Михайла Грушевського,
- Вулиця Соборна,
- Вулиця Незалежності,
- Вулиця Донецька,
- Вулиця Коксохіміків,
- Вулиця Красна,
- Вулиця Героїв Українського неба,
- Вулиця Колосна,
- Вулиця Гідності,
- Вулиця Сапронова,
- Вулиця Юрія Войнаровича,
- Вулиця Юрія Студеннікова,
- Проспект Центральний,
- Вулиця Комунальна,
- Вулиця Воробйова,
- Провулок Кар'єрний,
- Ясинівський провулок.

## Цікаві факти
- Значна частина жінок, що раніше стояли в Авдіївці на обліку з безпліддя, народили дітей після початку війни на Сході України. Можливі пояснення цього явища — зміна гормонального фону через стрес, а також зміна сексуального партнера (у випадку, якщо насправді безплідним був чоловік, а не жінка).[58]
- Авдіївська каша, унікальний рецепт, не загублений у роках, який й досі готують за збереженими бабусями-прабабусями кулінарними традиціями. Впродовж десятиріч поширення технології приготування, авдіївська каша перестала бути просто їжею, вона стала стравою-оберегом. Входить до суспільного надбання нематеріальної спадщини Донецької області.[59]

## Галерея

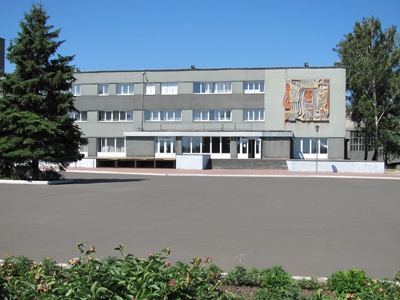
Палац культури АКХЗ
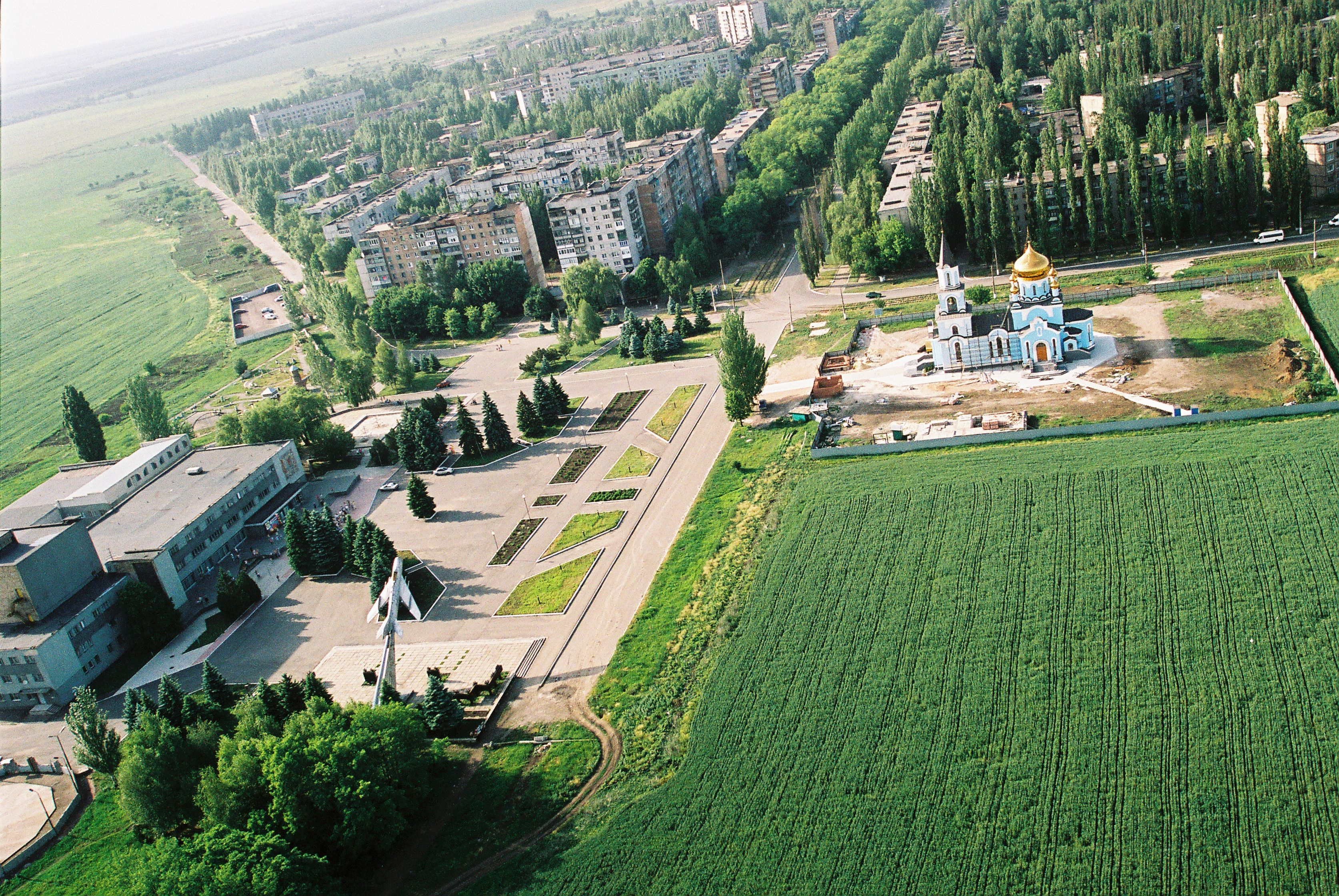
Вид на мікрорайон Хімік
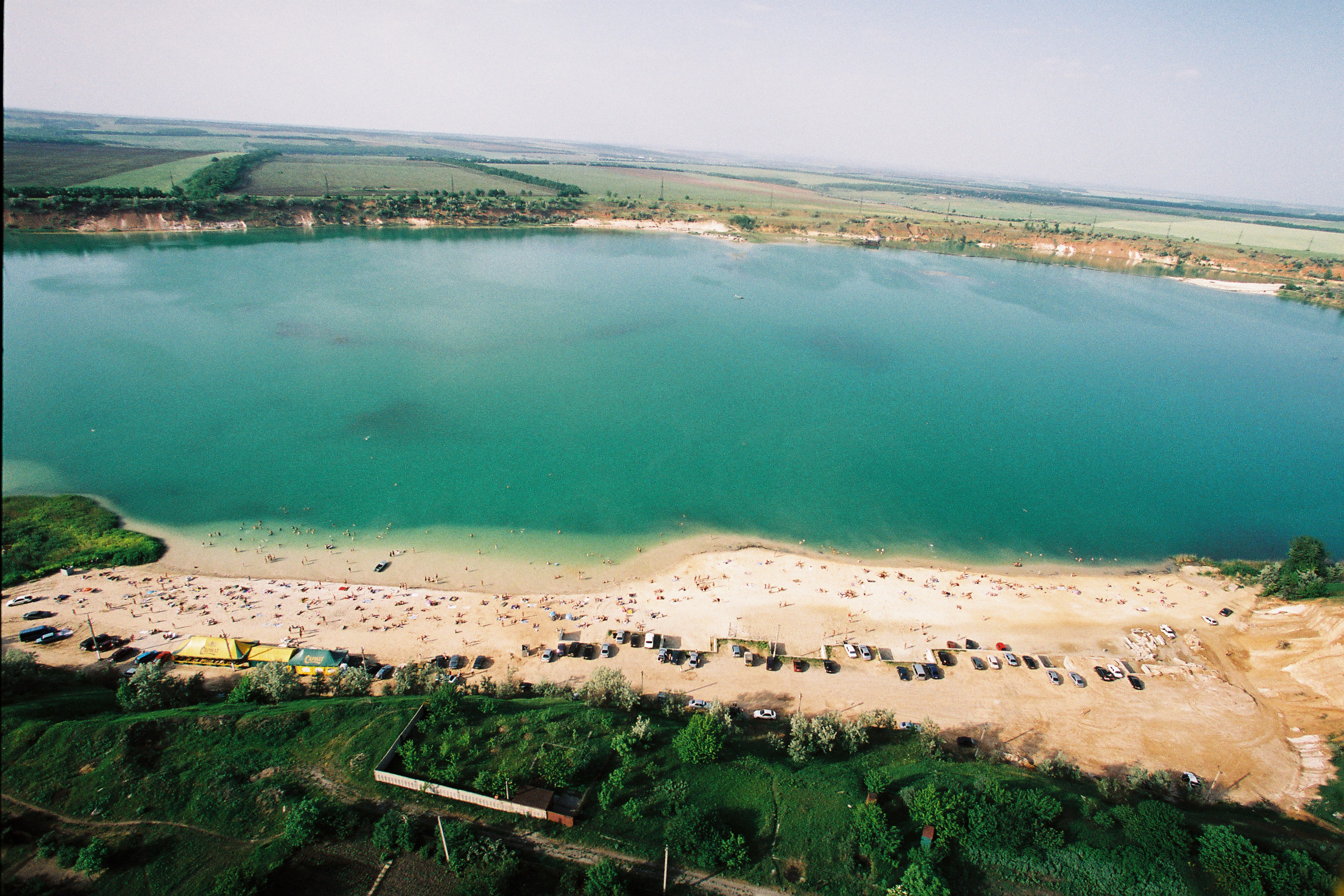
Старий піщаний кар'єр в Авдіївці («Голубі озера»)
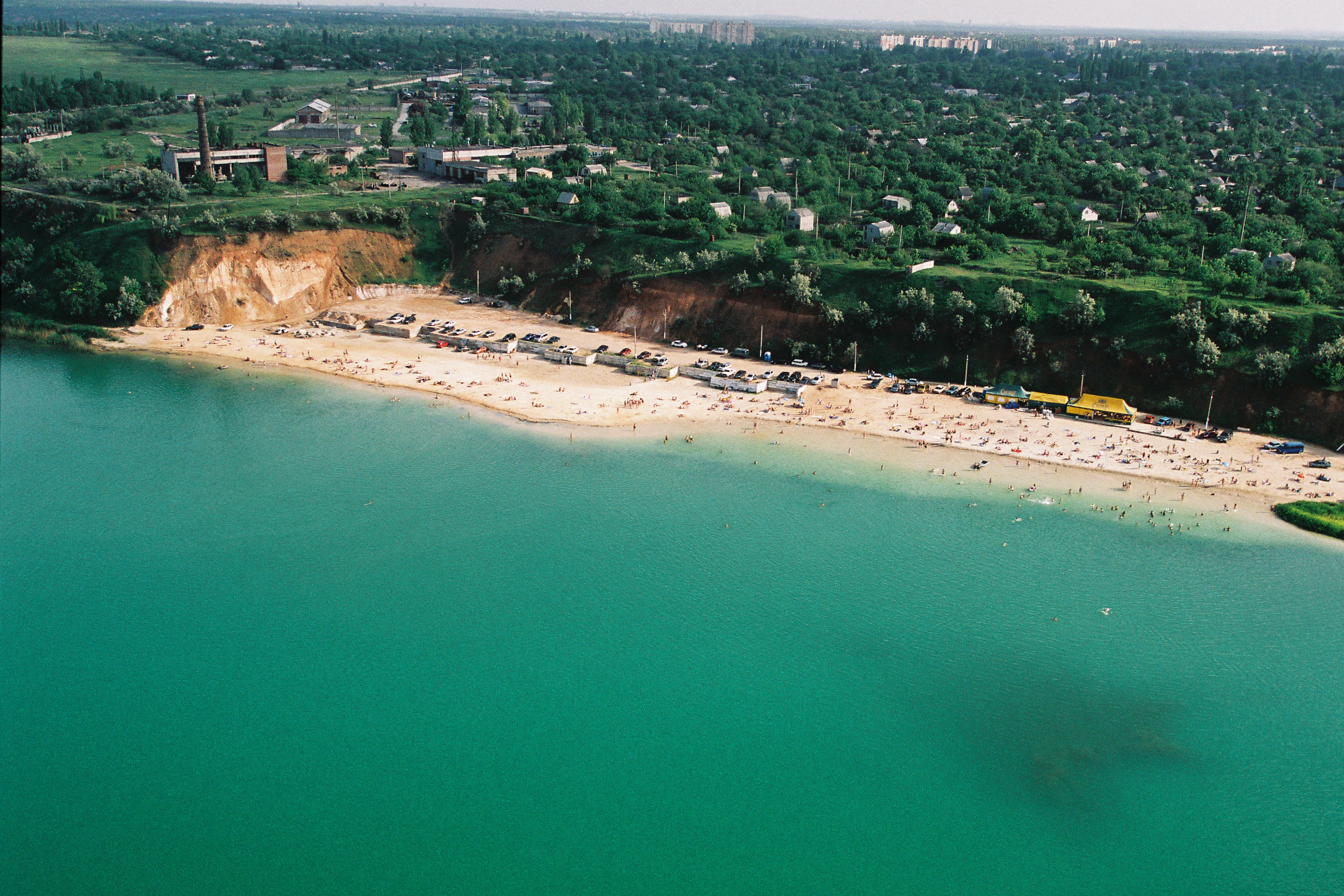
Старий піщаний кар'єр в Авдіївці («Голубі озера»)
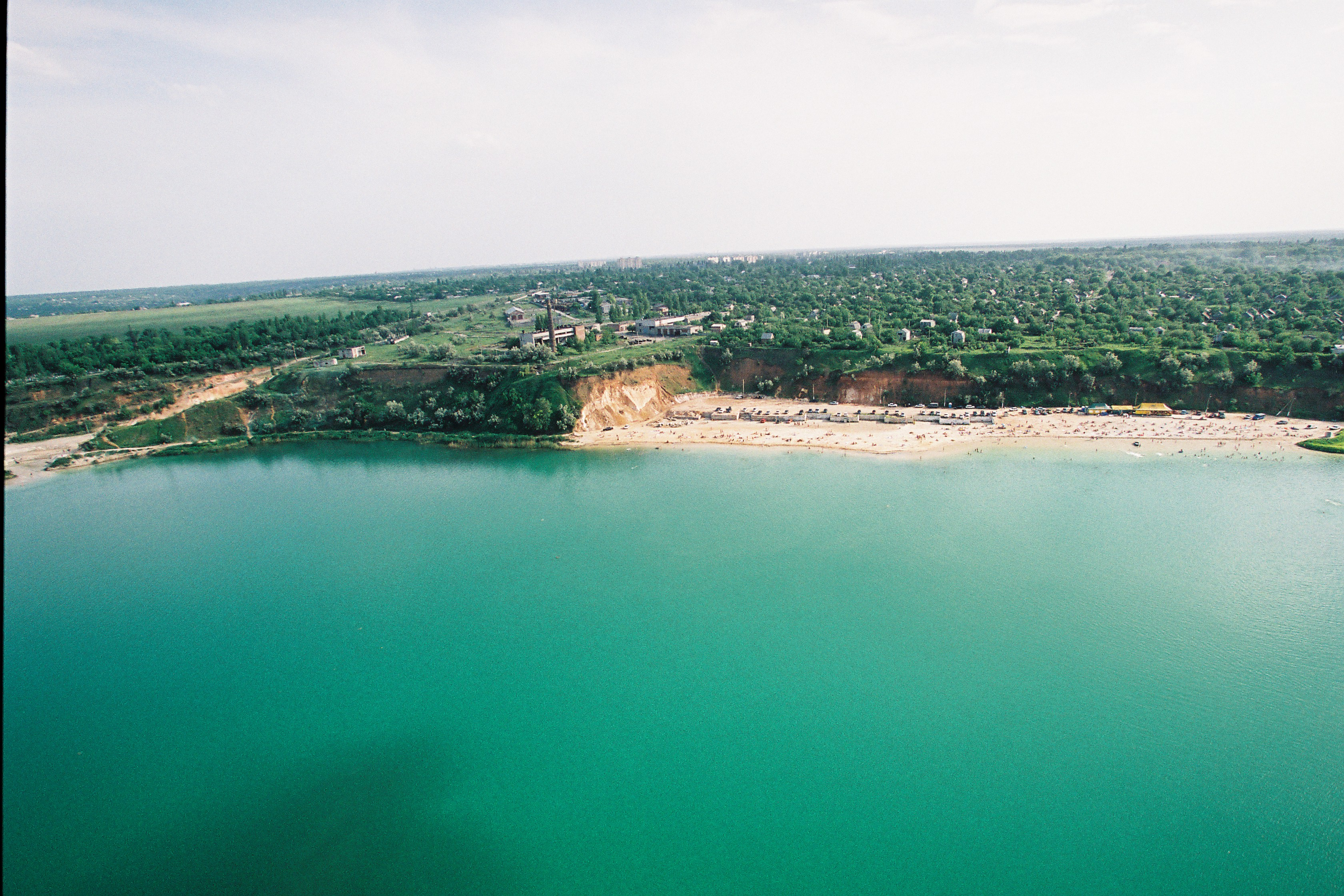
Старий піщаний кар'єр в Авдіївці («Голубі озера»)
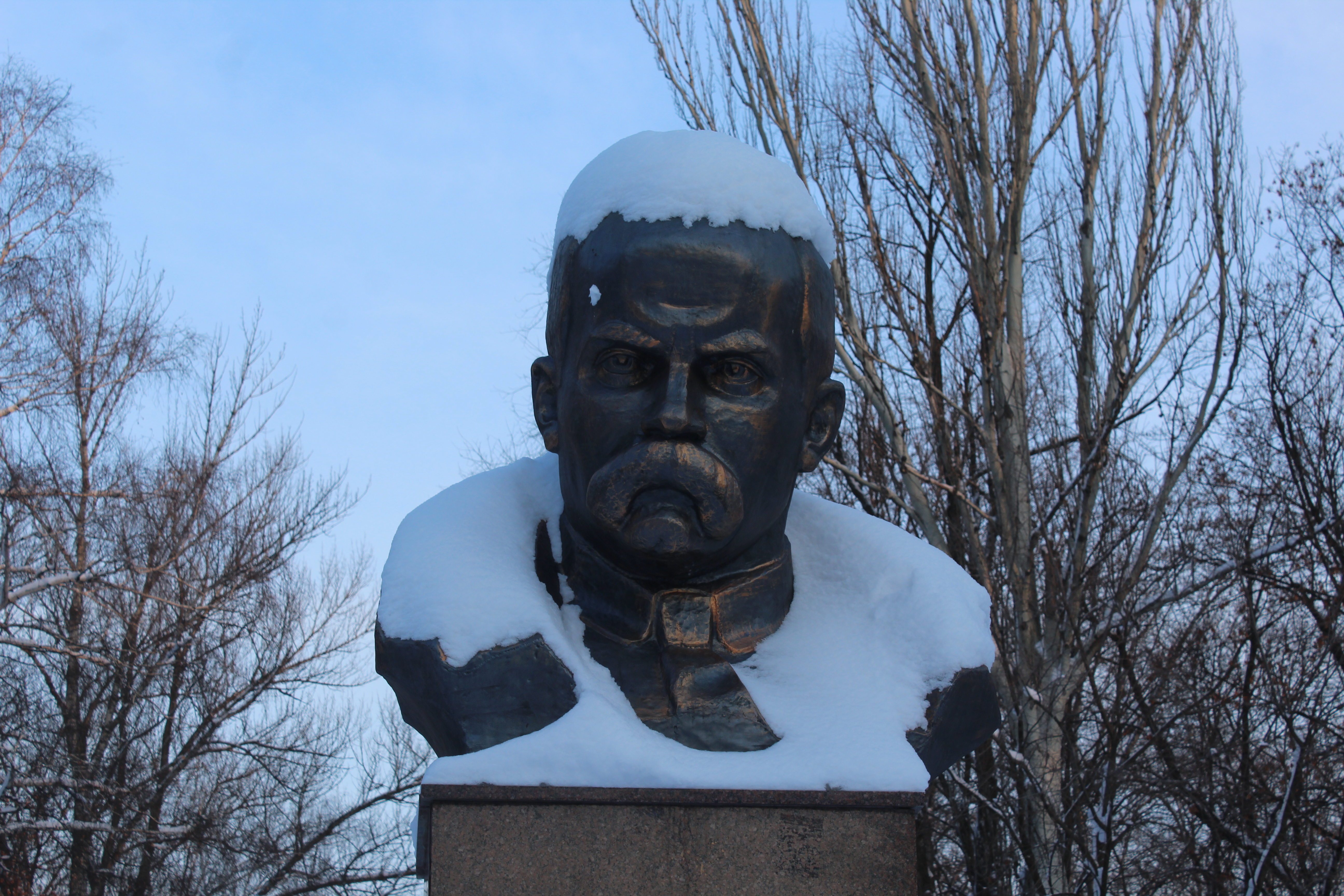
Пам'ятник Тарасові Шевченку, рік встановлення - 1984.
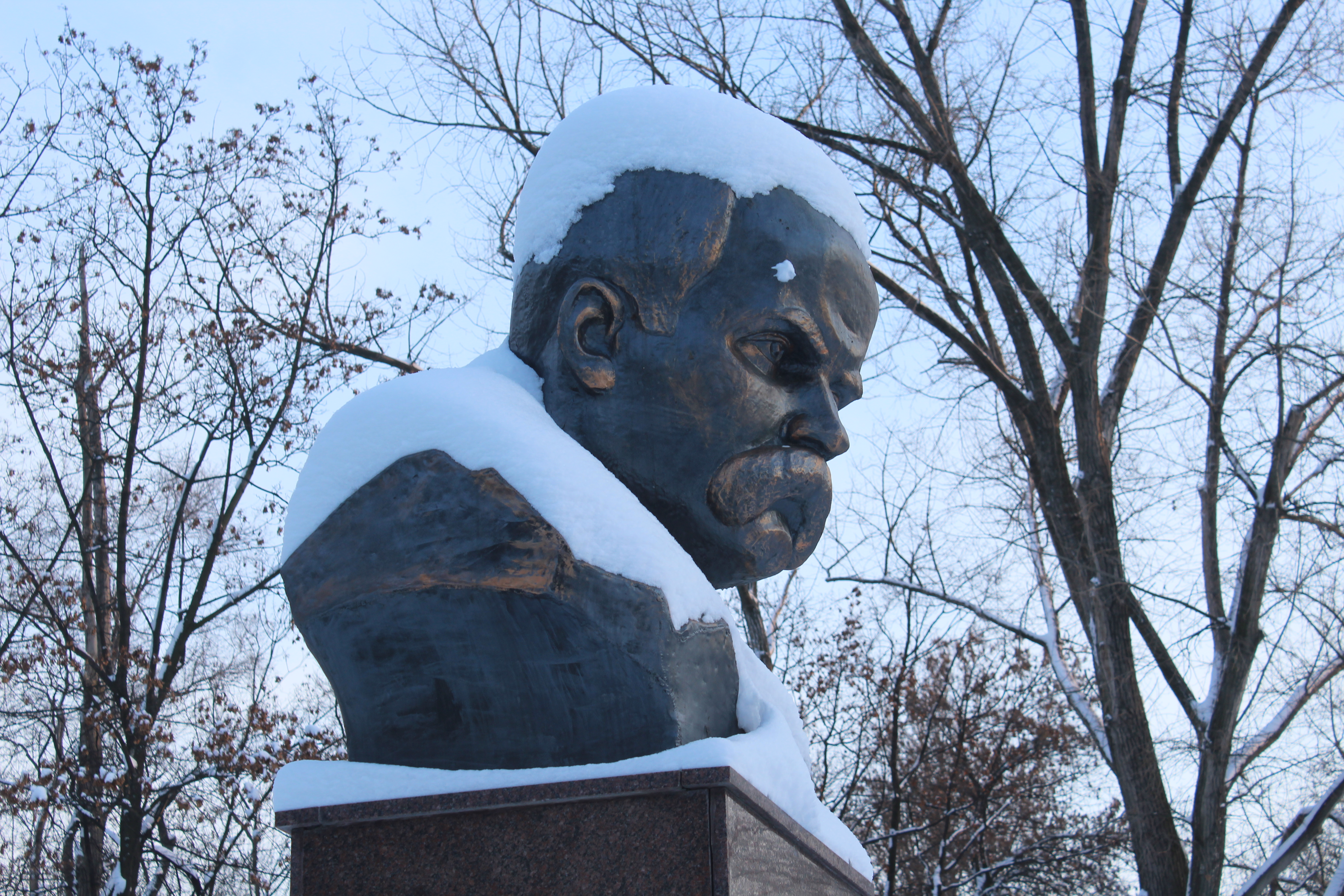
Пам'ятник Тарасові Шевченку, рік встановлення - 1984.
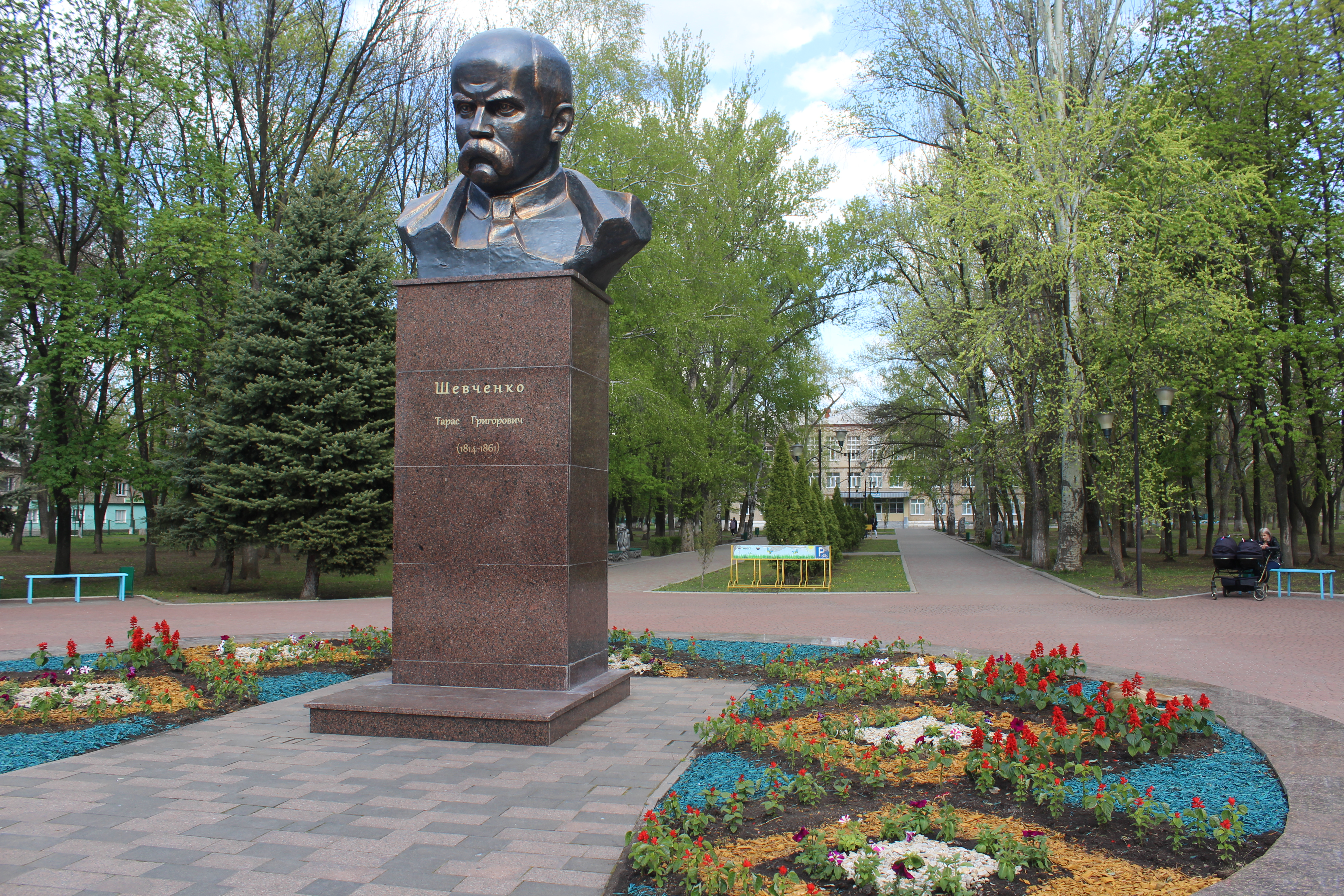
Пам'ятник Тарасові Шевченку, рік встановлення - 1984.
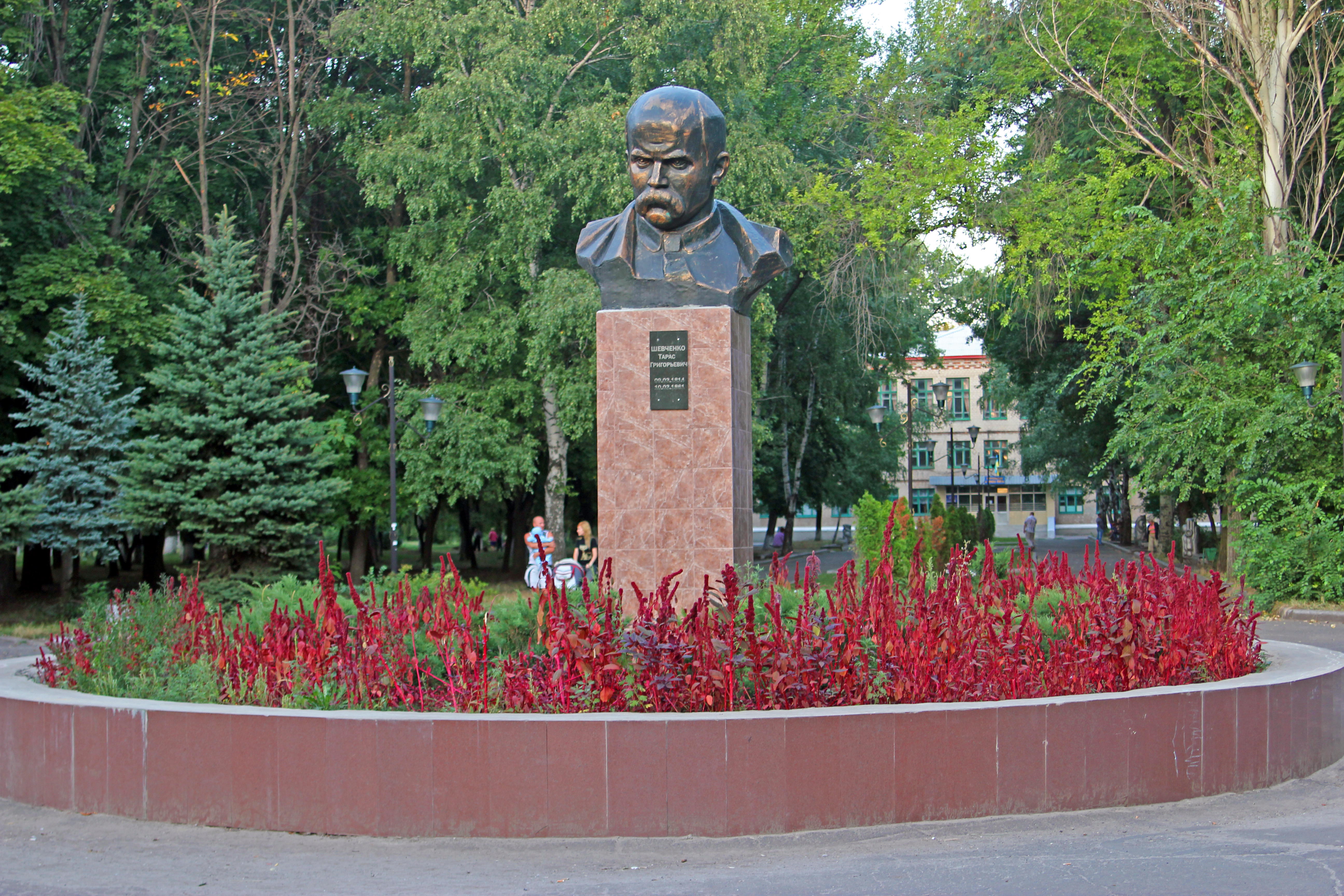
Пам'ятник Тарасові Шевченку, рік встановлення - 1984.
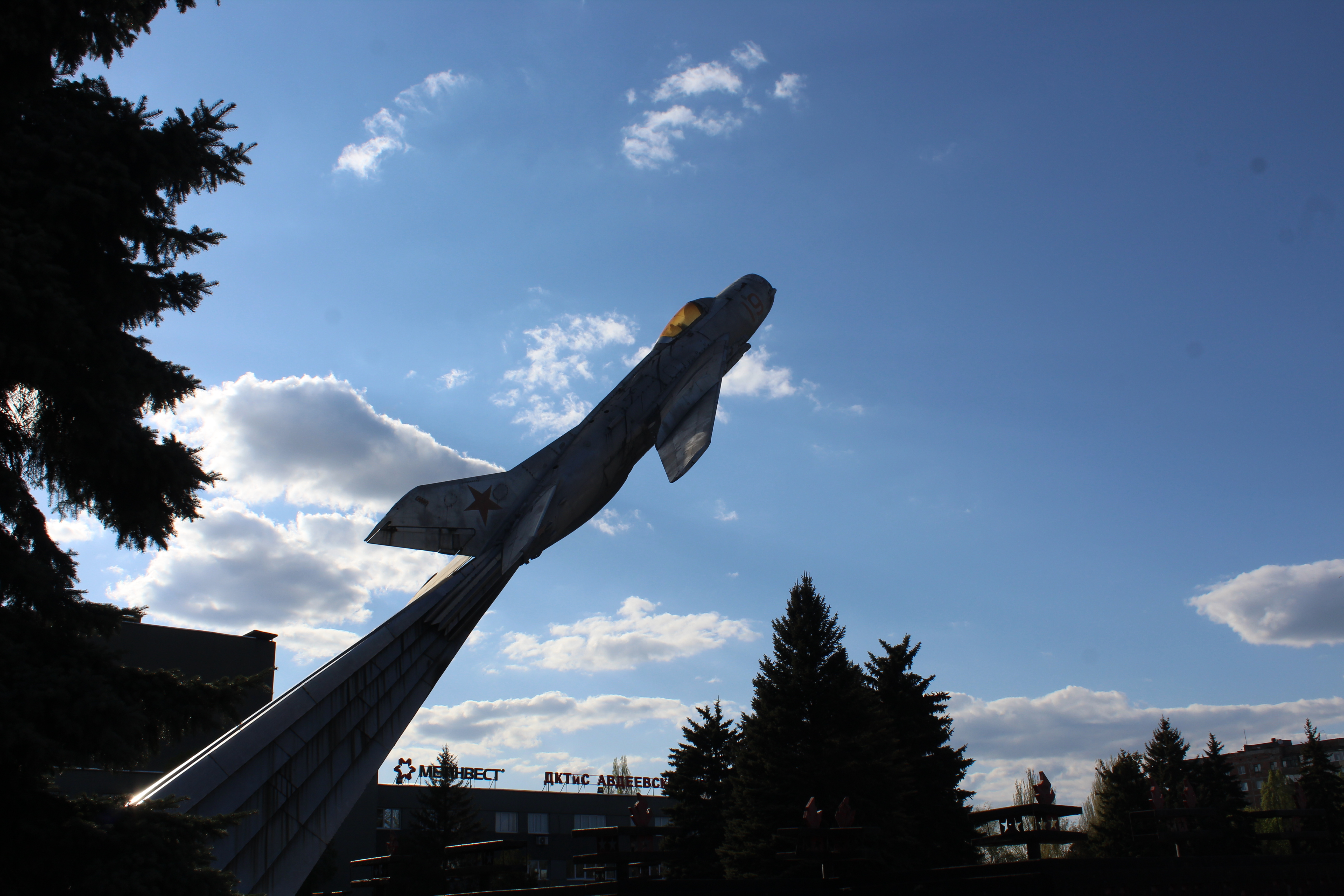
Пам'ятник воїнам-землякам
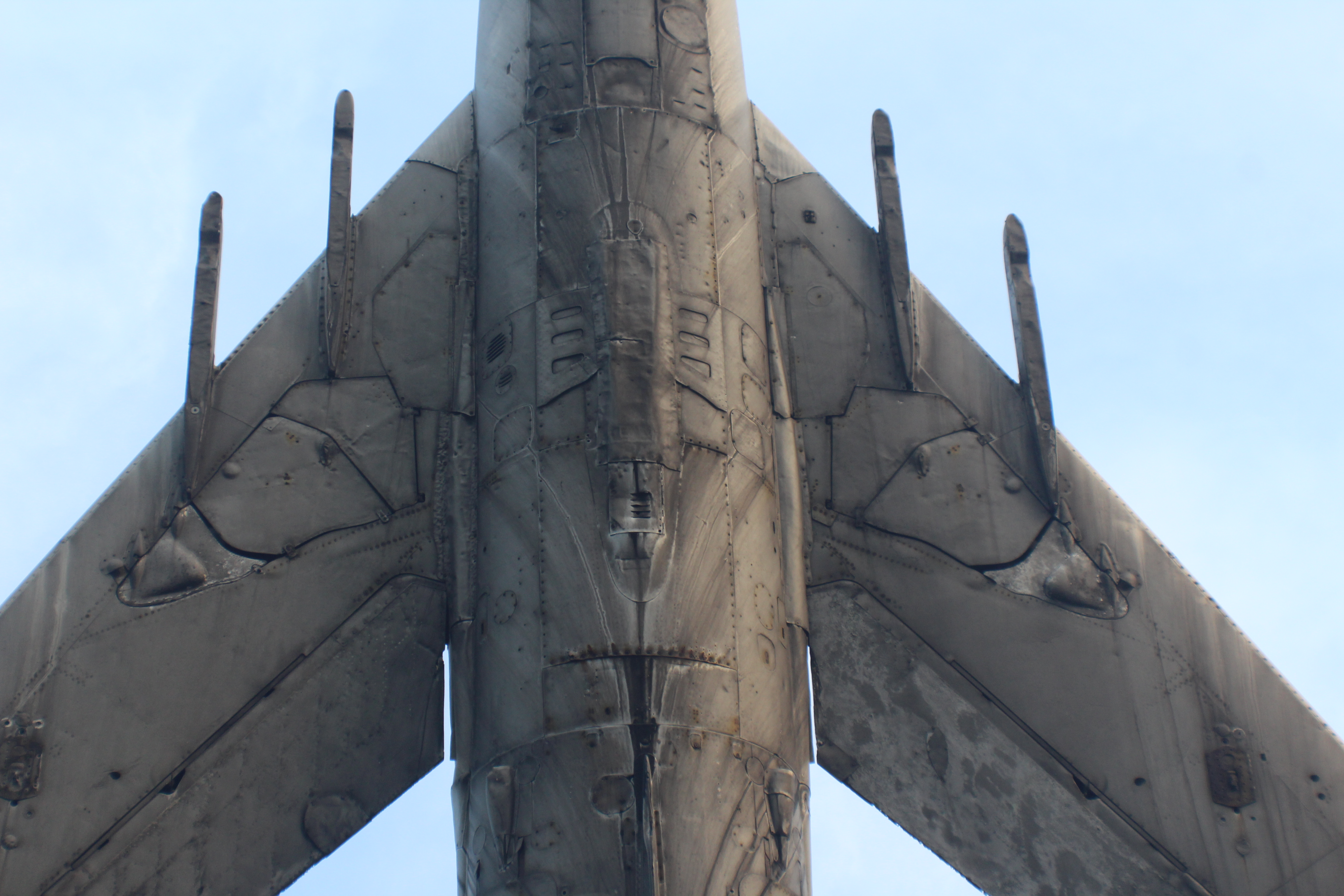
Пам'ятник воїнам-землякам
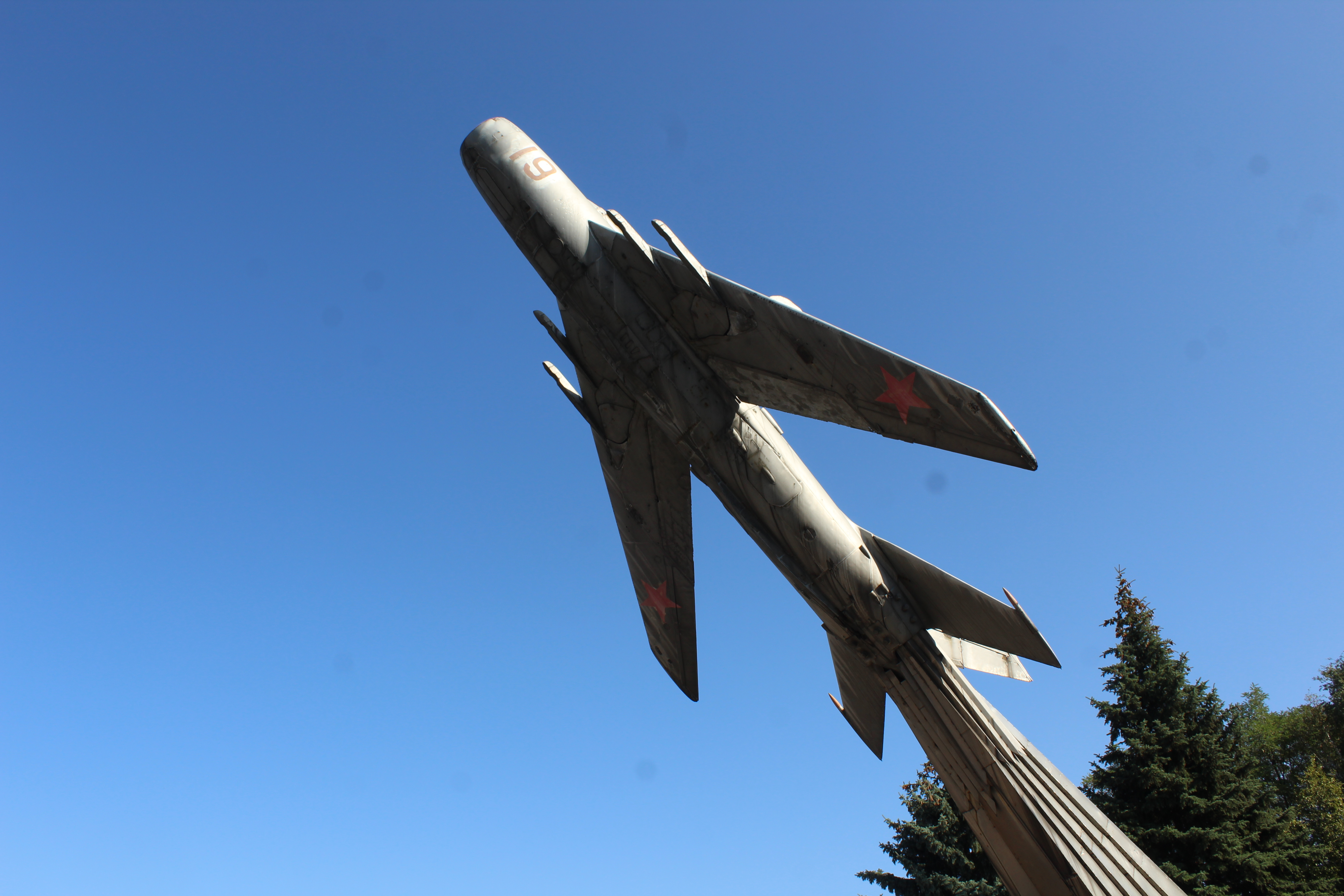
Пам'ятник воїнам-землякам
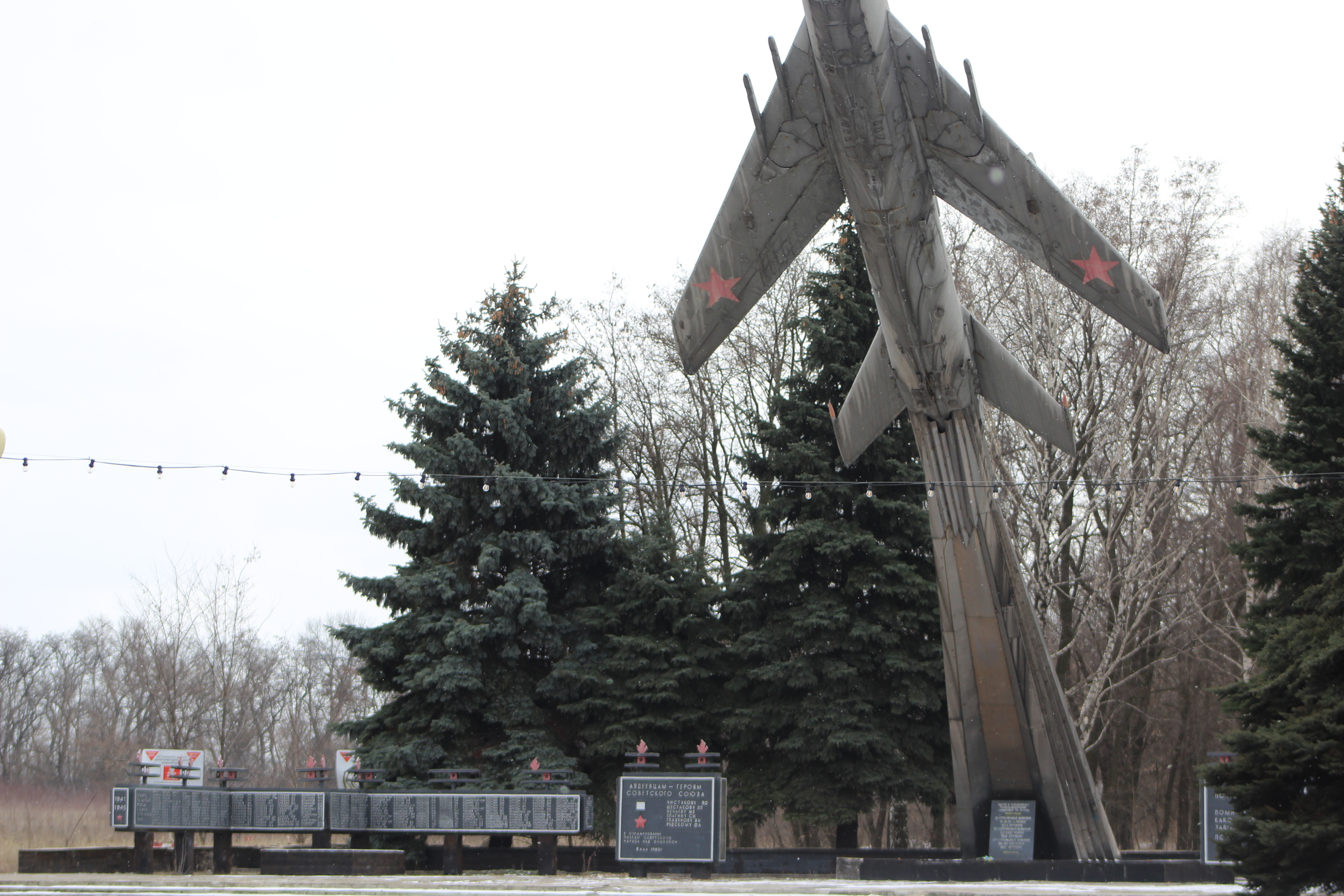
Пам'ятник воїнам-землякам
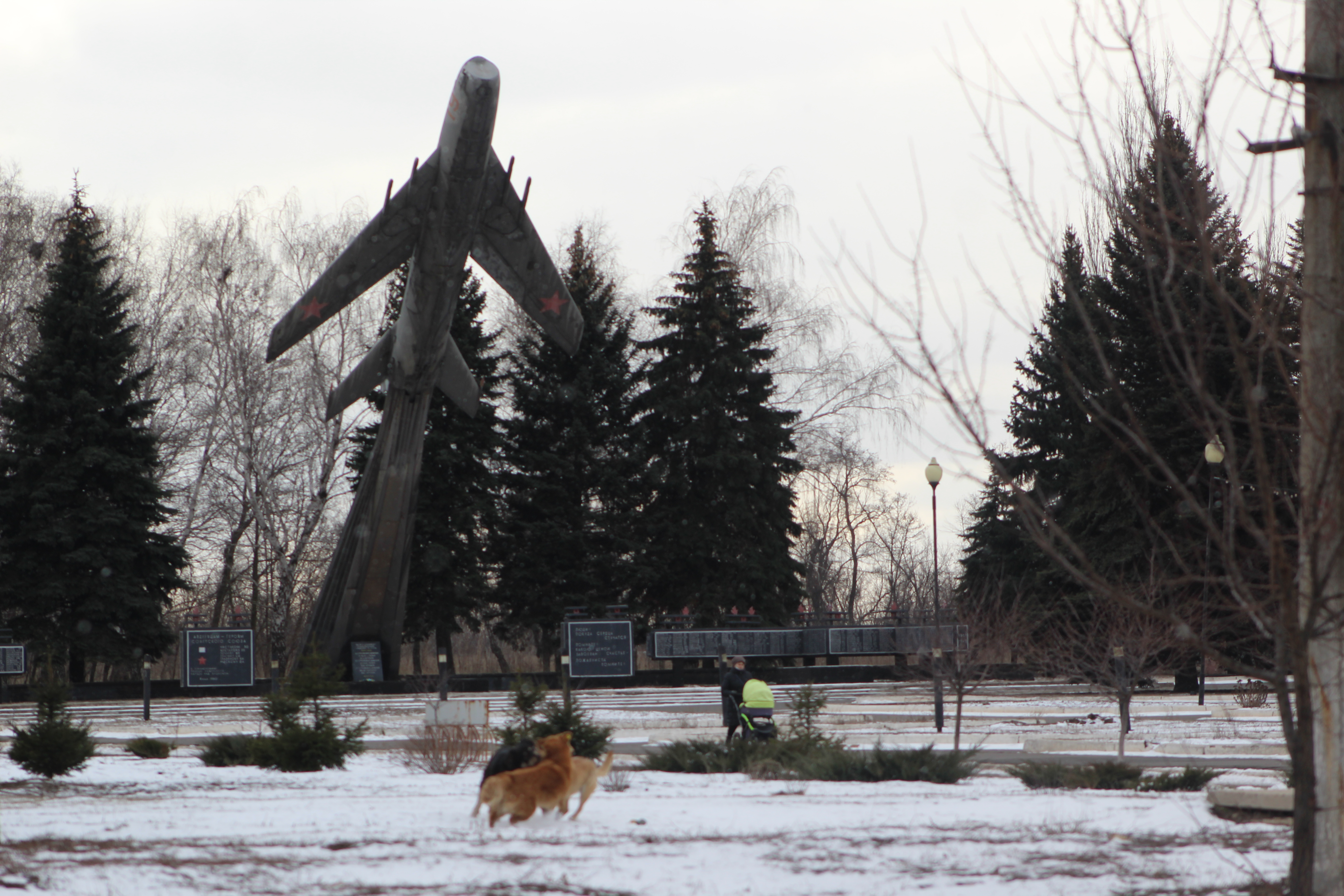
Пам'ятник воїнам-землякам
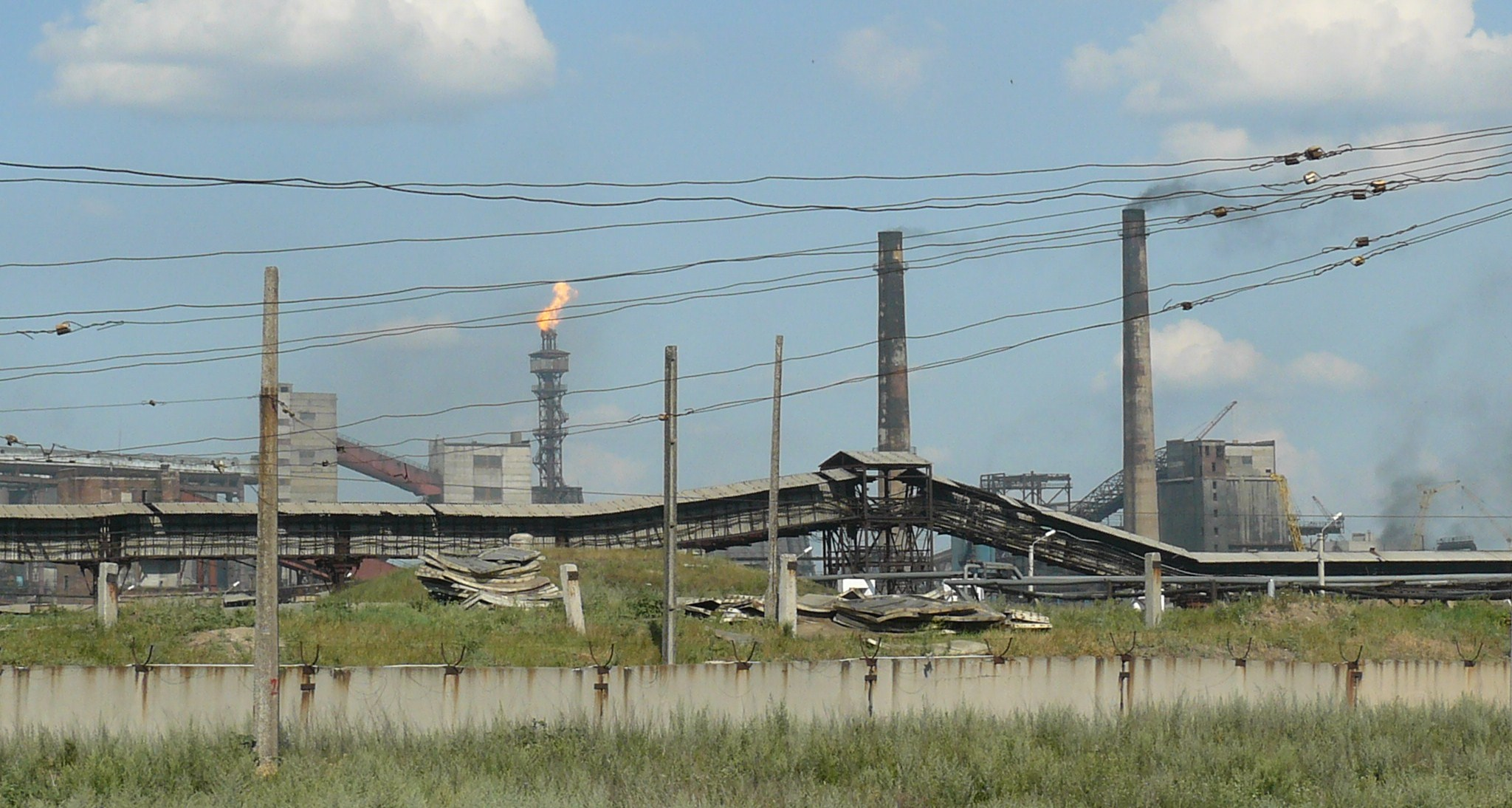
Авдіївський коксохімічний завод
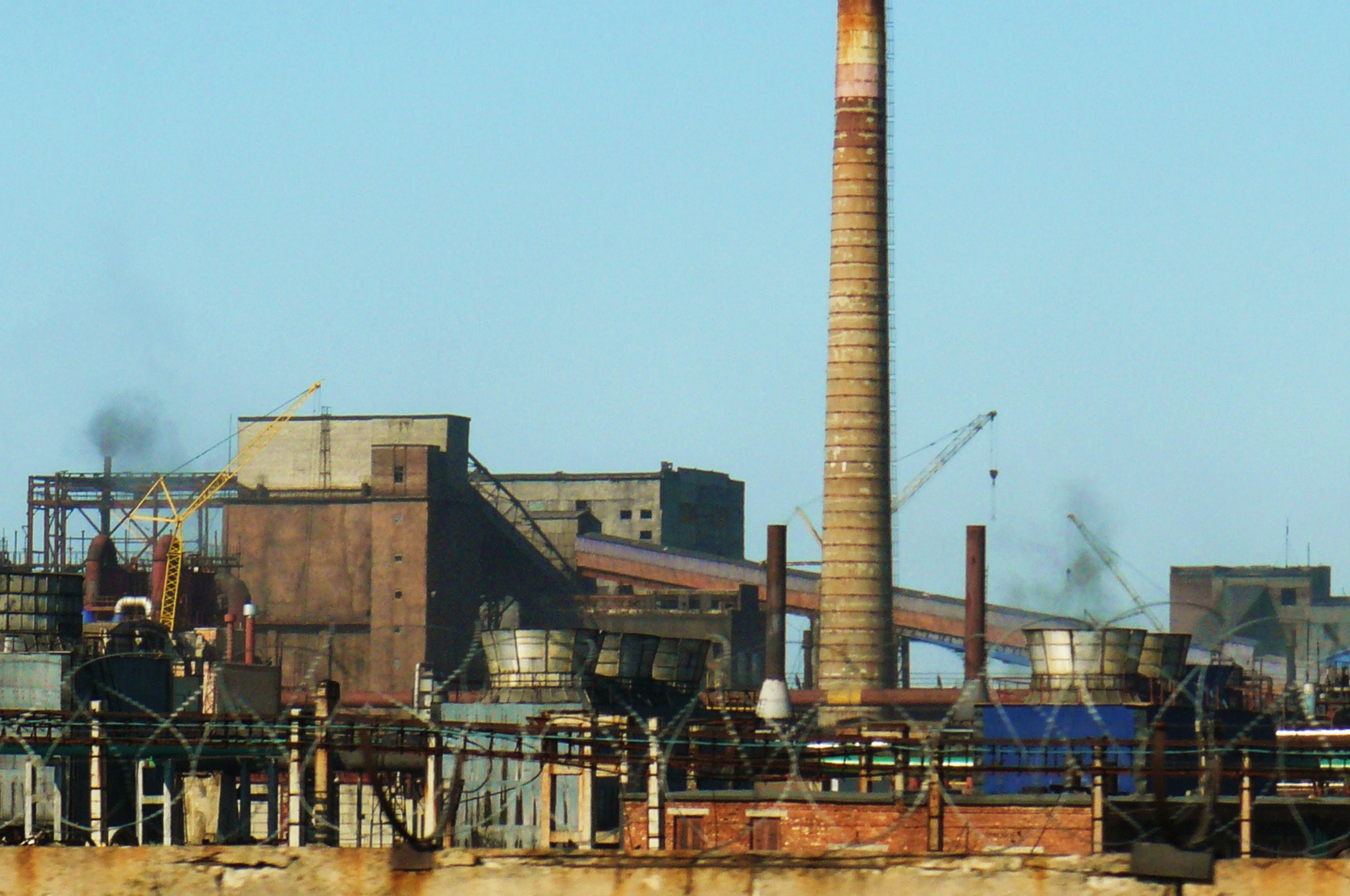
Авдіївський коксохімічний завод
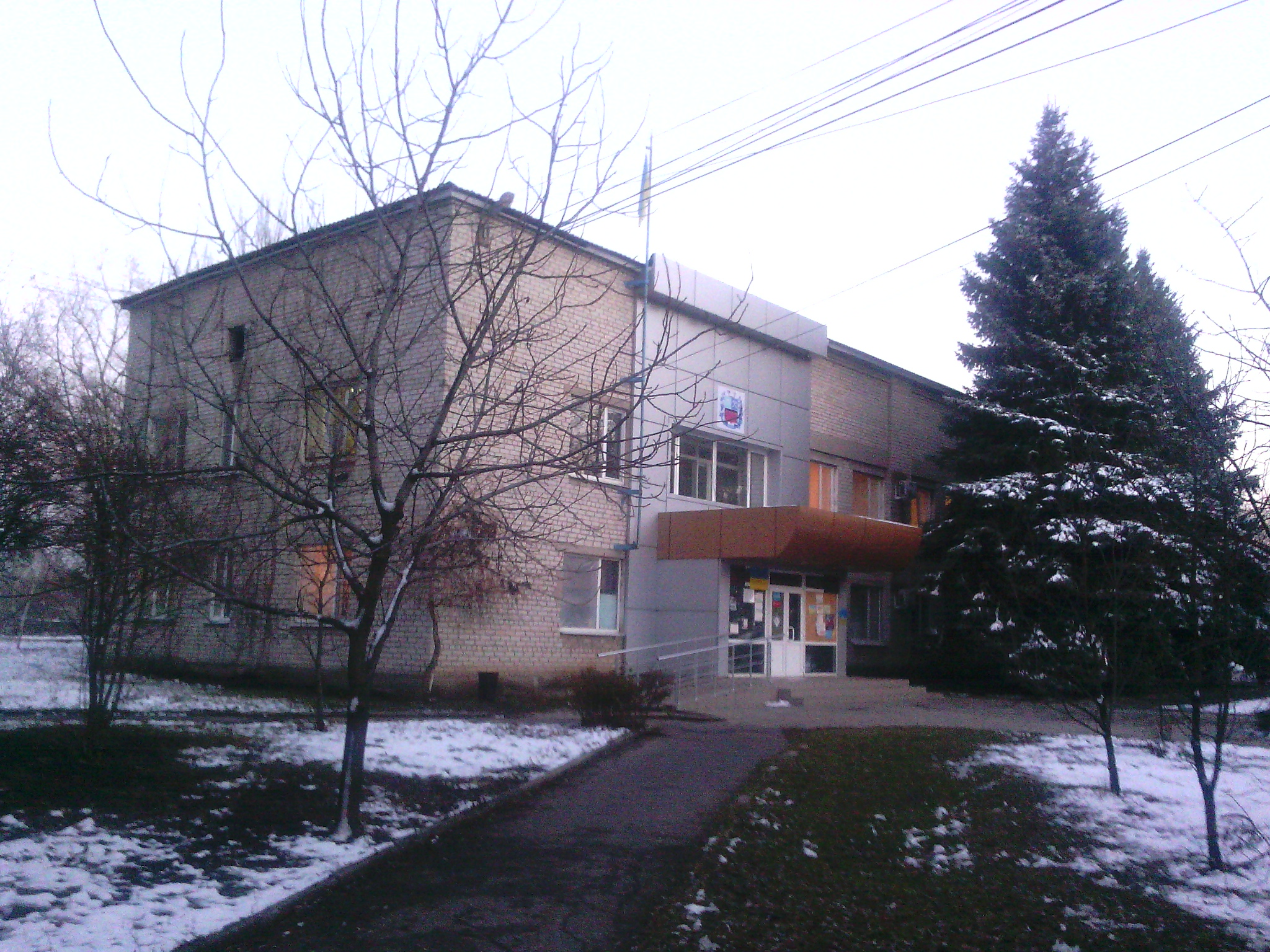
Будівля адміністрації міста
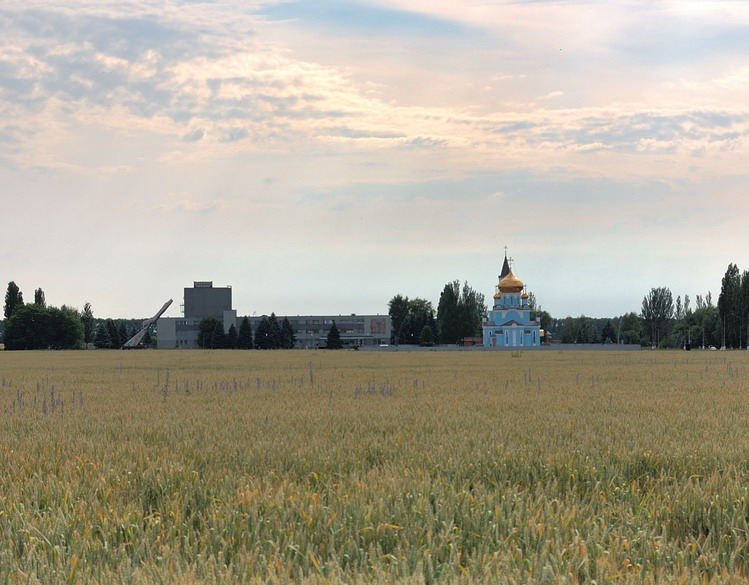
Церква Марії Магдалини
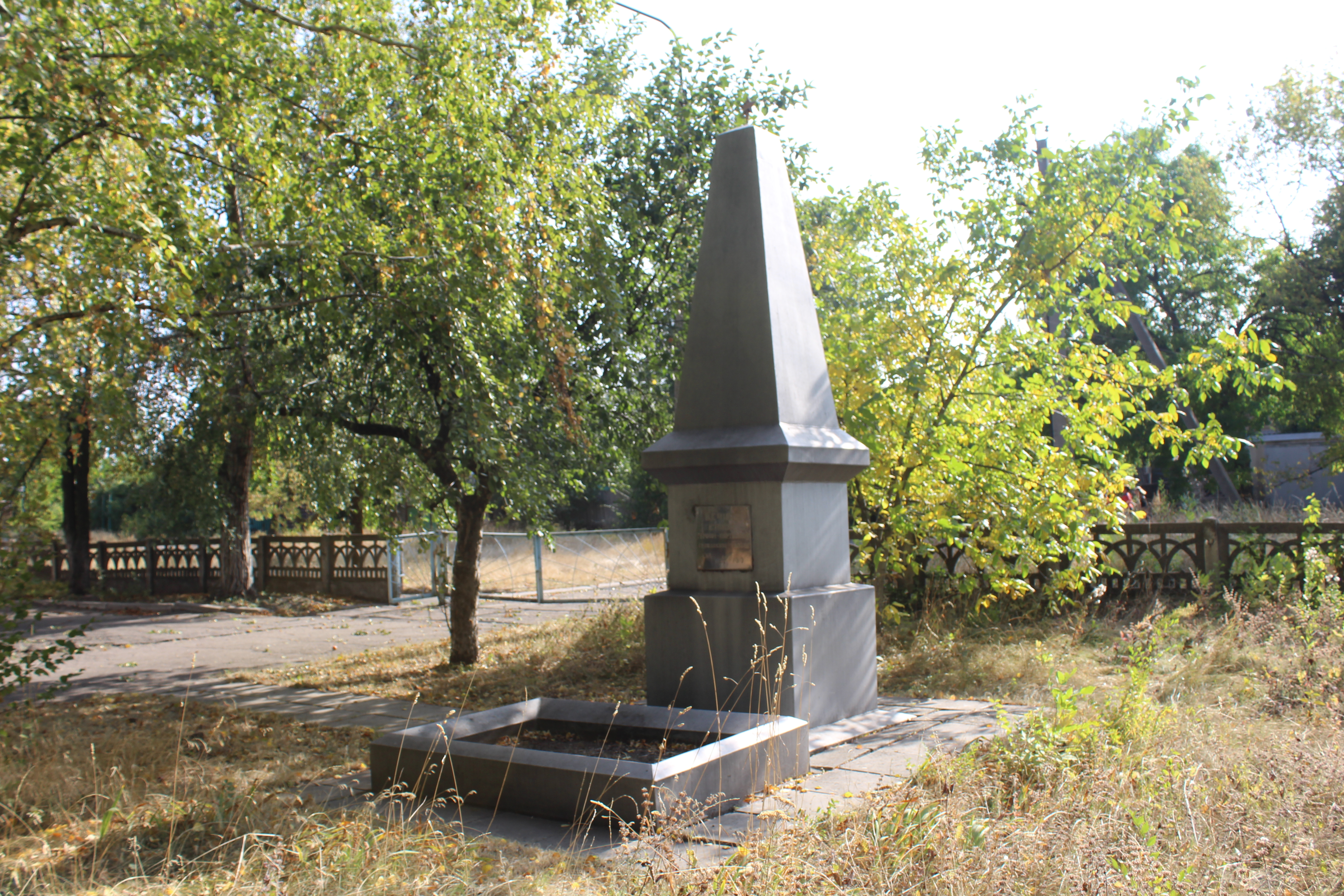
Загальний вид братської могили
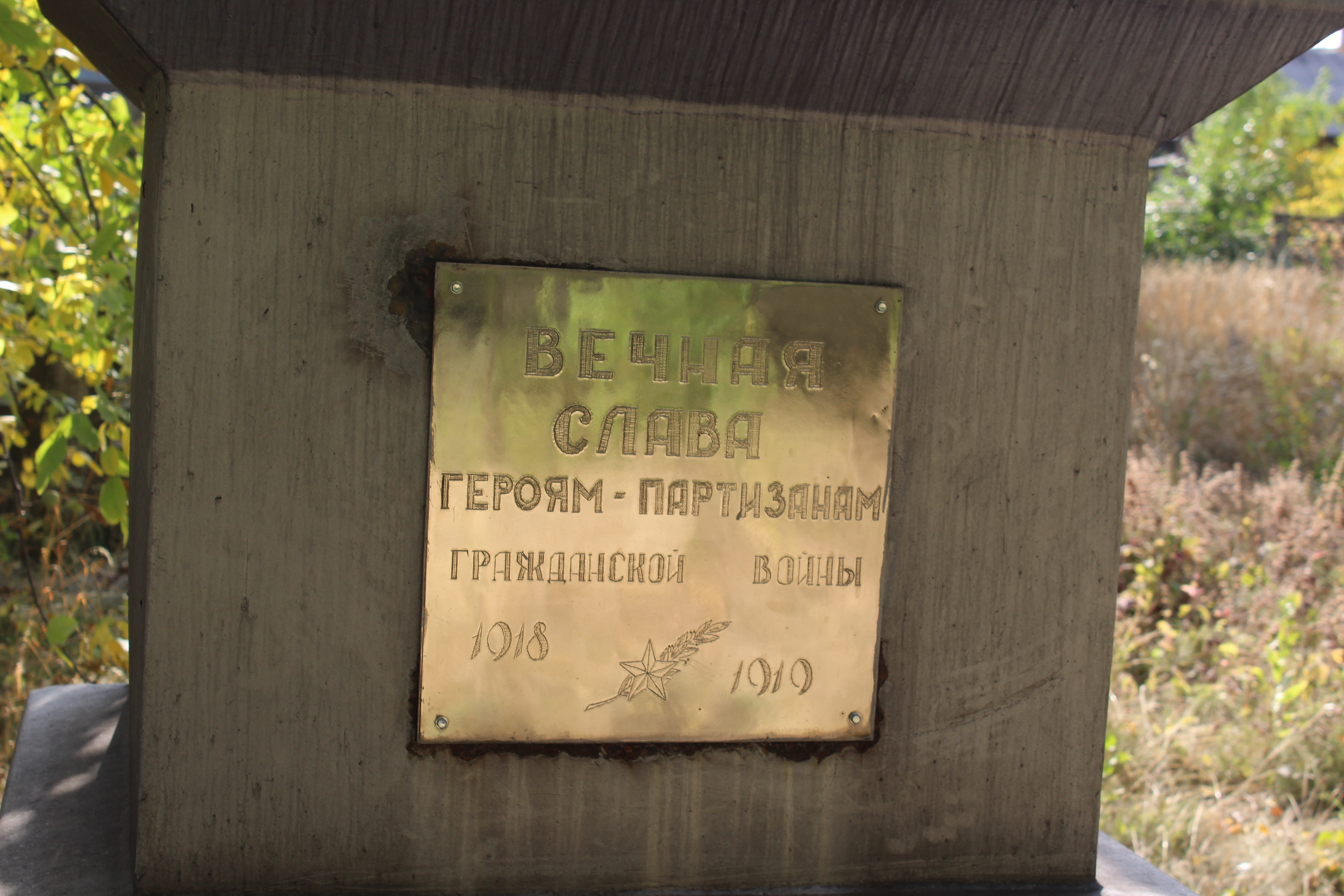
Табличка на пам'ятнику братської могили
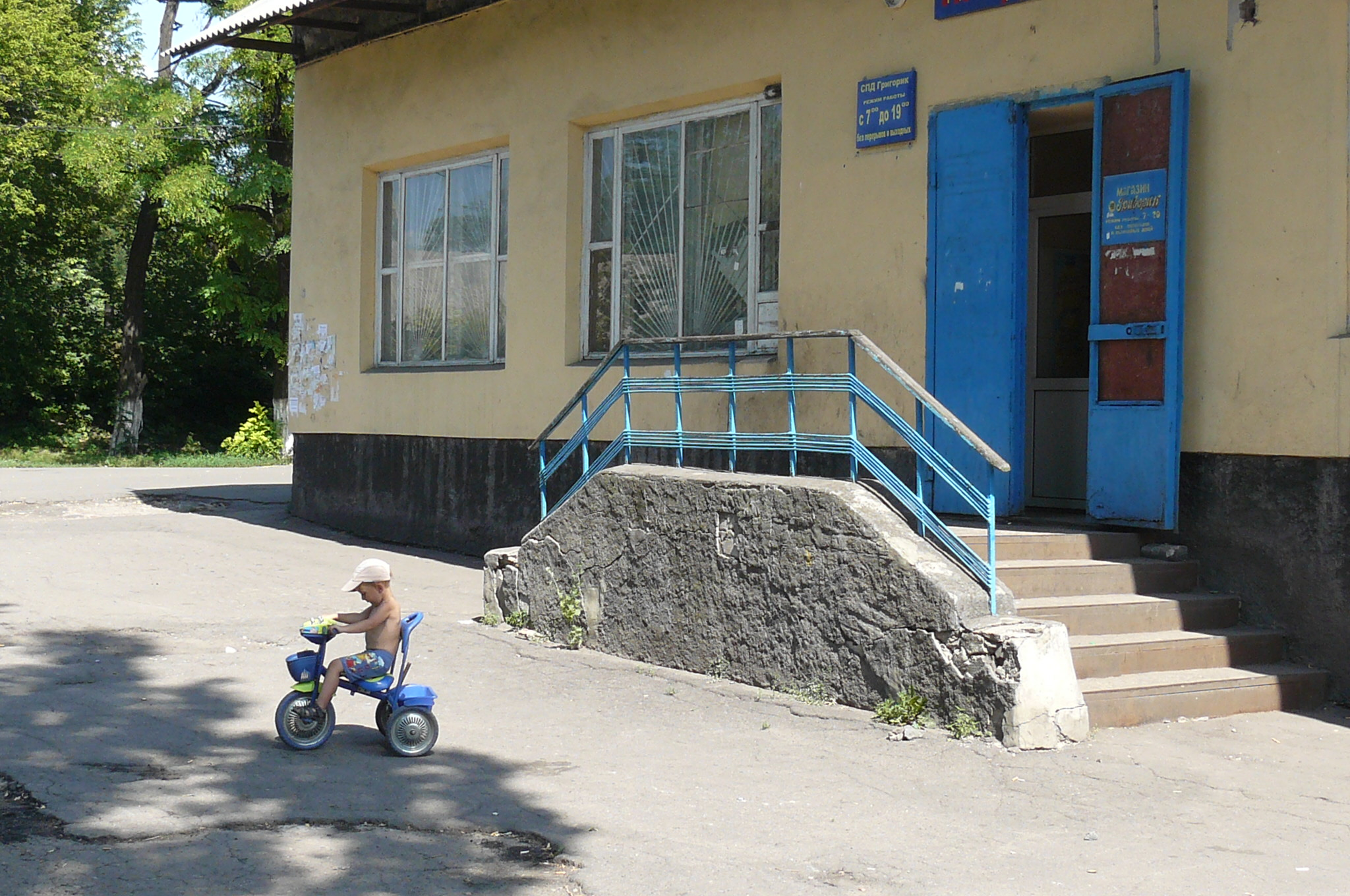
Магазин у місті
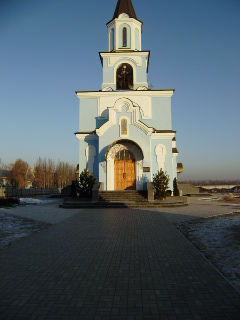
Церква Марії Магдалини

## Відомі люди
- Полянський Анатолій Трохимович (1928—1993) — український і російський архітектор, художник-монументаліст, народний художник СРСР.
- Сметанін Андрій Володимирович (1981—2017) — старший сержант Збройних сил України, учасник російсько-української війни.
- Трєгуб Олександр Євгенович (1975—2017) — старший сержант поліції, учасник російсько-української війни.
- Тритейкін Дмитро Олександрович (1974—2017) — український рятувальник, підполковник служби цивільного захисту.
- Олексій Шапарев (1974— т.ч.) — український кінорежисер, сценарист і актор. Режисер фільму «Крути 1918».
- Філіппов Олександр Олександрович (1992) — український футболіст, нападник чернігівської «Десни».
- Глазунов Володимир Іванович (1925—1992) — Герой Радянського Союзу. Пішов на фронт у вересні 1943 року. Стрілець 105-го гвардійського стрілецького полку 34-ї гвардійської стрілецької Червонопрапорної Єнакіївської дивізії.
- Єлагін Сергій Іванович (1903, с. Орлівка — 1949) — молодший сержант, командир стрілецького відділення 1376-го стрілецького полку 417-ї окремої дивізії. Помер від поранень, похований на однойменній вулиці Авдіївки, у братській могилі.
- Нечаєв Михайло Юхимович (1916—1942) — гвардії-капітан, танкіст, звання посмертно.
- Рудський Федір Андрійович (1921—1992) — в часи війни капітан, танкіст, генерал-майор танкових військ (1966).
- Лев Шестаков (1915—1944) — льотчик-винищувач, Герой Радянського Союзу.